# 永井運輸
永井運輸株式会社（ながいうんゆ）は、群馬県前橋市に本社を置き、トラック運送業、バス事業、タクシー事業、倉庫業、賃貸マンションなどを営む企業である。
観光バス事業は上州観光バス、路線バス事業は永井バス、タクシー事業はナガイタクシーという名称で運行している。

## 概要
1953年に一般区域貨物自動車運送事業の免許を取得し、翌1954年に永井運送店を開業した。トラック部門はかつて前橋駅の近くにあったダイハツ車体（後のけやきウォーク前橋）の部品輸送や完成車輸送を行い、高度経済成長と共に規模を拡大させた。その後同工場は大分県に移転したものの、キャリアカーの数は市内随一を誇る。
並行して1962年にタクシー業、1970年に貸切バス事業に参入し、1993年に廃止代替バスに参入する。廃止代替バスはかつて東武バスや群馬バスが撤退した路線を引継いだもので（＝旧21条バス・廃止代替バス）、前橋市が入札により参入事業者を公募し、落札したことで開始した。なお、2006年10月の法改正により一般乗合旅客自動車運送事業（通常の路線バス）の許可形態に移行し、車体への表記も「貸切」から「乗合」に変更された。バスの車両数は2006年時点で前橋営業所に路線車23台・貸切4台、桐生営業所に貸切17台を保有。
路線バスの回数券については、群馬県内他6社と共に地域連携ICカード「nolbé（ノルべ）」を2022年（令和4年）3月12日から導入している。以前より導入している群馬県内共通バスカード「ぐんネット」は、2022年（令和4年）3月31日に発売を終了しており、使用についても2023年（令和5年）3月31日をもって終了する。
かつてバス車庫は前橋市南町の本社近隣にあったが、2006年に倉庫業の拠点であった前橋市上佐鳥町に移転した。
予備自衛官や即応予備自衛官を積極的に雇用し2016年度には防衛省より予備自衛官等協力事業所表示制度の協力事業所に認定され2018年度には防衛大臣認定協力事業所となった。

## 会社沿革
- 1950年（昭和25年）12月1日：有限会社永井工務店創設[6]。
- 1953年（昭和28年）9月：運輸大臣より一般区域貨物運送事業の免許を認可される（自貨第1177号）。
- 1954年（昭和29年）1月1日：前橋市石川町（現・表町）5番地にて永井運送店を開業[6]（4トン車2両）。

- 1955年（昭和30年）
  - 6月：事業所を天川原町544番地（現本社、南町）に移転。
  - 9月：法人を設立し永井運送株式会社となる。

- 1962年（昭和37年）
  - 4月：東京陸運局より一般乗用旅客自動車運送事業の免許を取得（62東陸自旅2第1288号）。
  - 6月：タクシー営業開始（いすゞ・ベレル4台）。

- 1967年（昭和42年）4月25日：永井運輸株式会社に社名変更[6]。
- 1969年（昭和44年）永井運輸2号倉庫を前橋市上佐鳥町に新設。
- 1970年（昭和45年）9月：東京陸運局より一般貸切旅客自動車運送事業免許取得（70東陸自1旅1第1880号）し桐生市巴町で貸切バス（大型バス4台）営業開始。
- 1975年（昭和50年）6月：前橋市力丸町の流通団地[7]に貨物自動車部門を移転し力丸営業所を開設。
- 1981年（昭和56年）
  - 4月：貸切バス営業所を桐生市広沢町に移転。
  - 6月：関東海運局より倉庫業の免許取得し力丸営業所内で営業開始（関運送第168号第309号）。
- 1983年（昭和58年）10月：前橋市西善町に力丸営業所の第2車庫を開設。
- 1991年（平成3年）4月：太田市清原町2-2に太田営業所を開設。
- 1992年（平成4年）9月：前橋市西善町に配送センターを新設。
- 1993年（平成5年）4月：前橋市文京町にて車両3台で代替バス運行開始。
- 1994年（平成6年）3月：しきしま老人福祉センターの巡回バス運行開始（特定旅客関自旅1第418号）。
- 1996年（平成8年）11月：整備部が民間車検工場の認定を受ける。
- 2001年（平成13年）9月：玉村町乗合タクシー「たまりん」の運行を開始。
- 2006年（平成18年）
  - 2月：前橋市南町の本社北側に高層マンション、アドヴァンスナガイⅢ完成。
  - 8月：バス事業部の前橋営業所を移設。
  - 10月：道路運送法の改正に伴い代替バスより一般乗合旅客自動車運送事業となる。

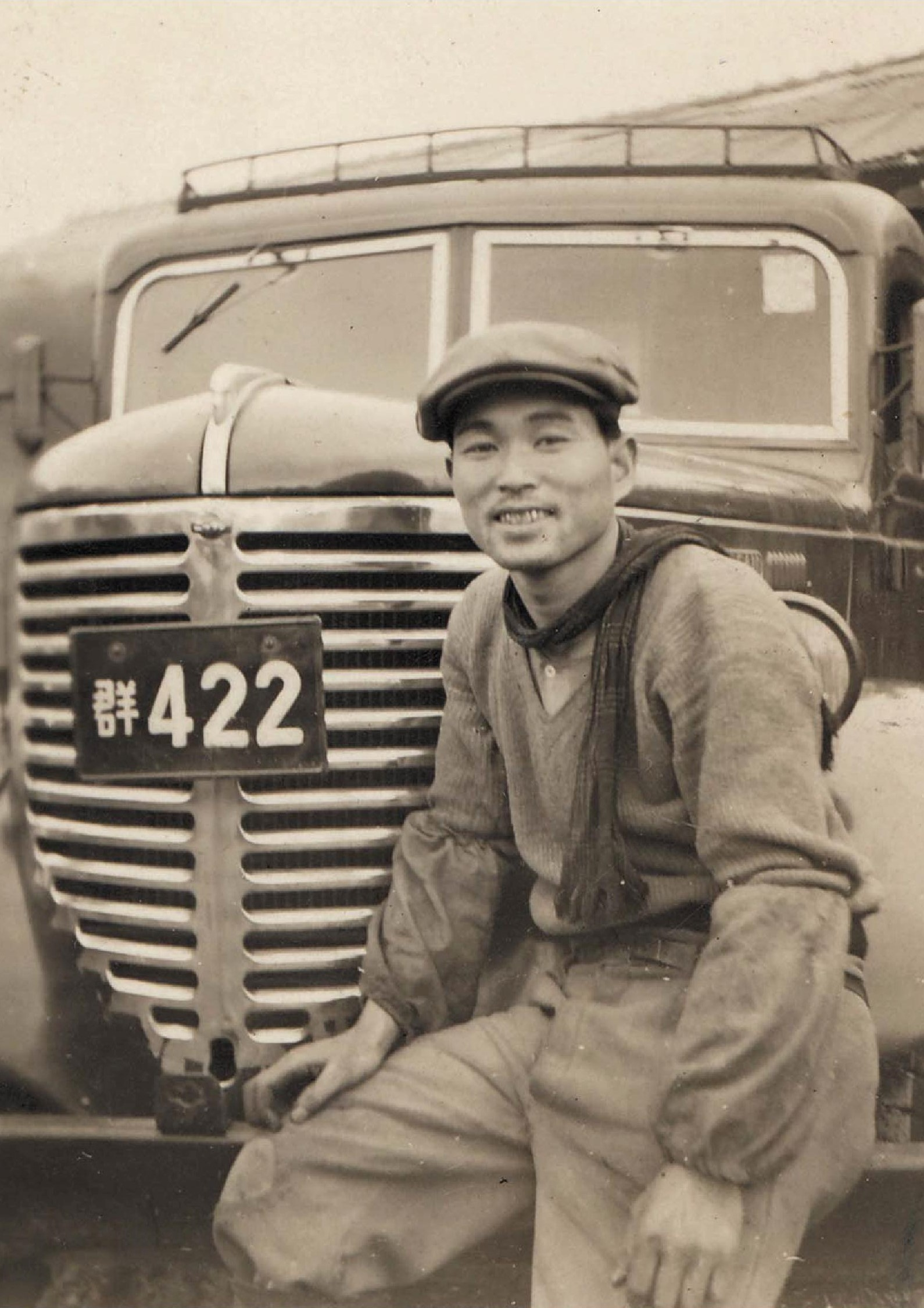
1949年（昭和24年）4月17日 個人経営時代の創業者、永井常松と初購入のトラック
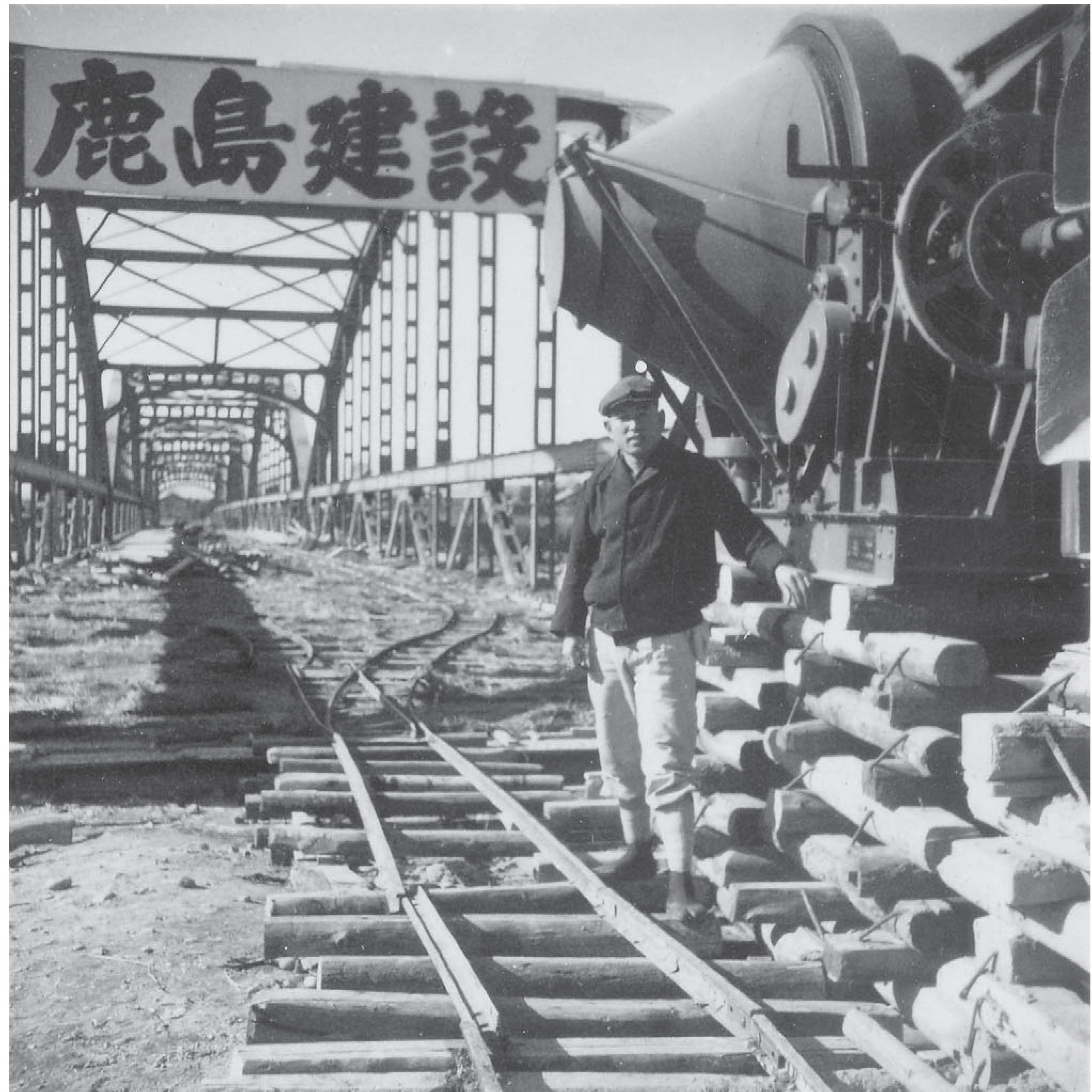
1952年（昭和27年）群馬大橋建設現場にて創業者の永井常松
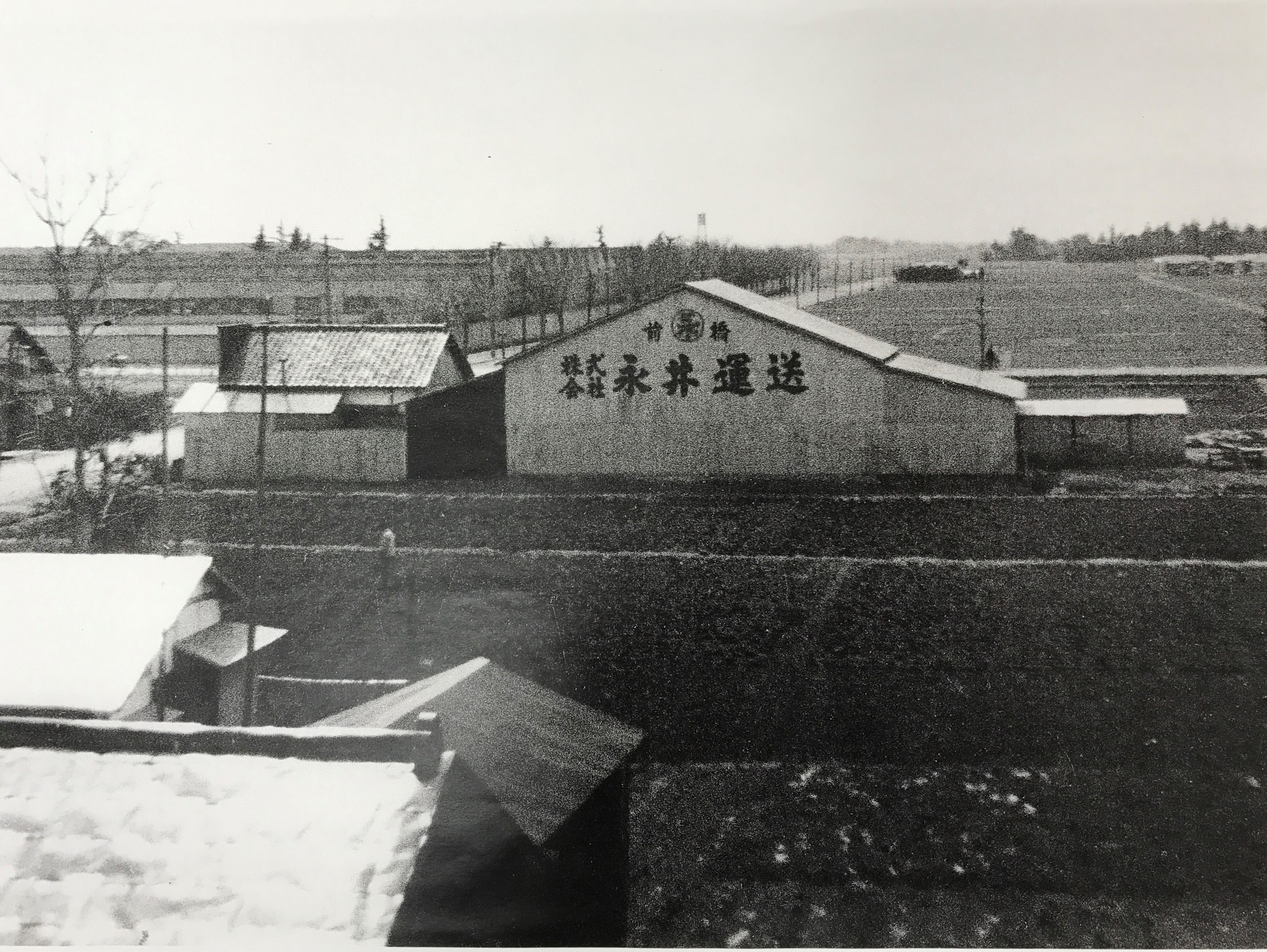
昭和31年の永井運送を北側から望む。左後方が中島飛行機部品工場跡地、後のダイハツ前橋製作所（現けやきウォーク）
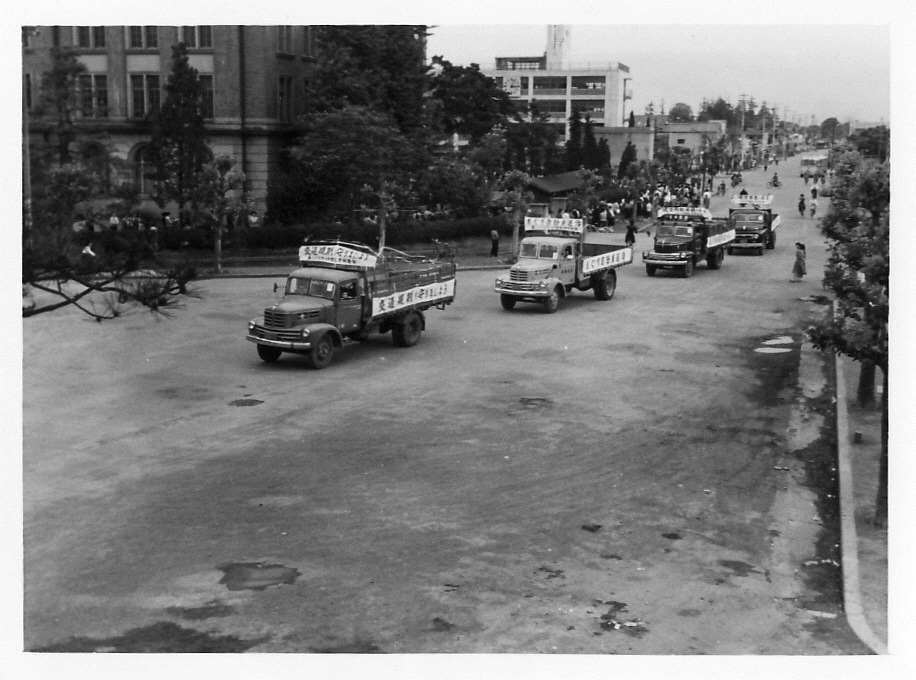
1957年（昭和32年）交通安全パレード 群馬県庁前
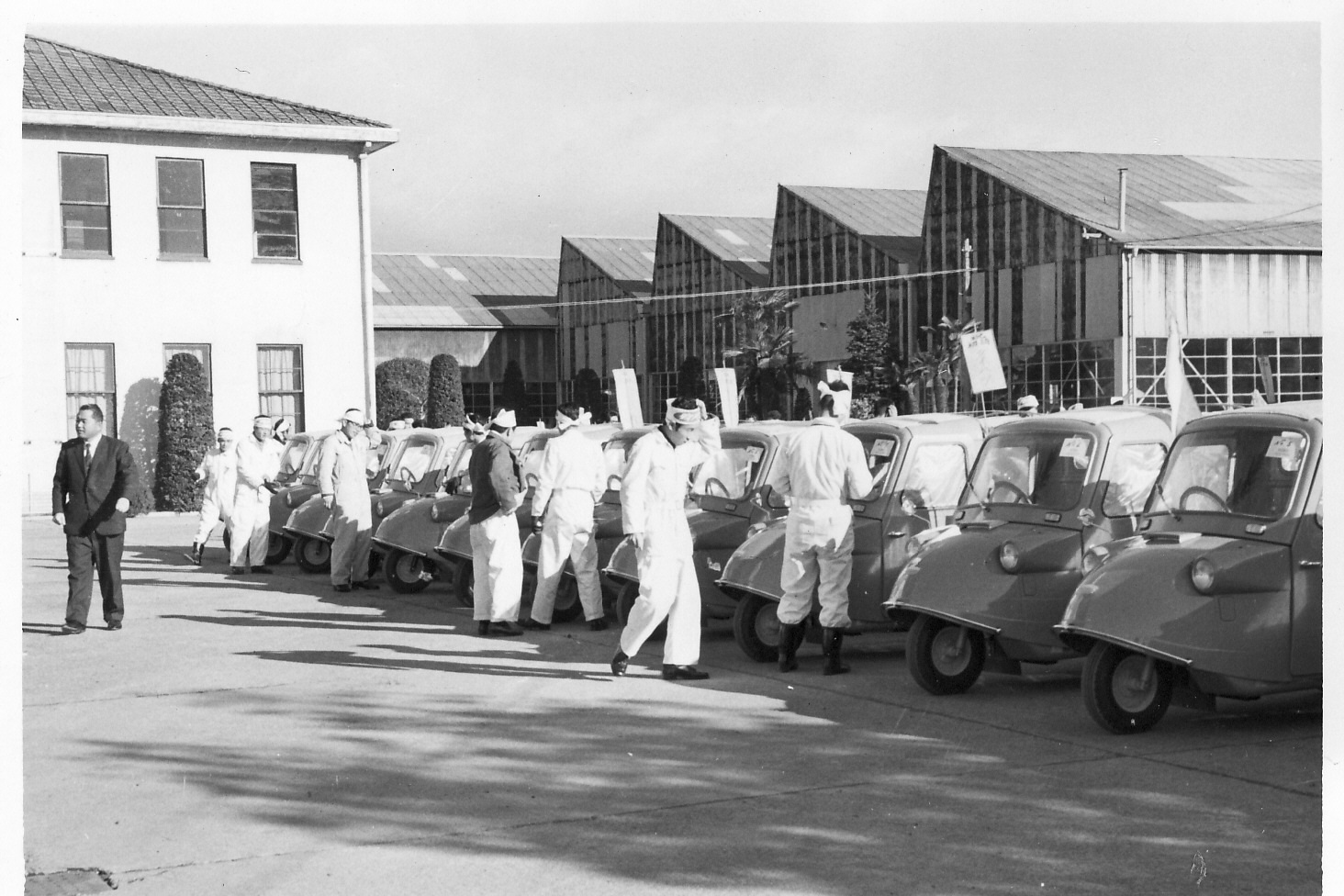
1961年（昭和36年）ダイハツ前橋製作所 ミゼット初出荷風景
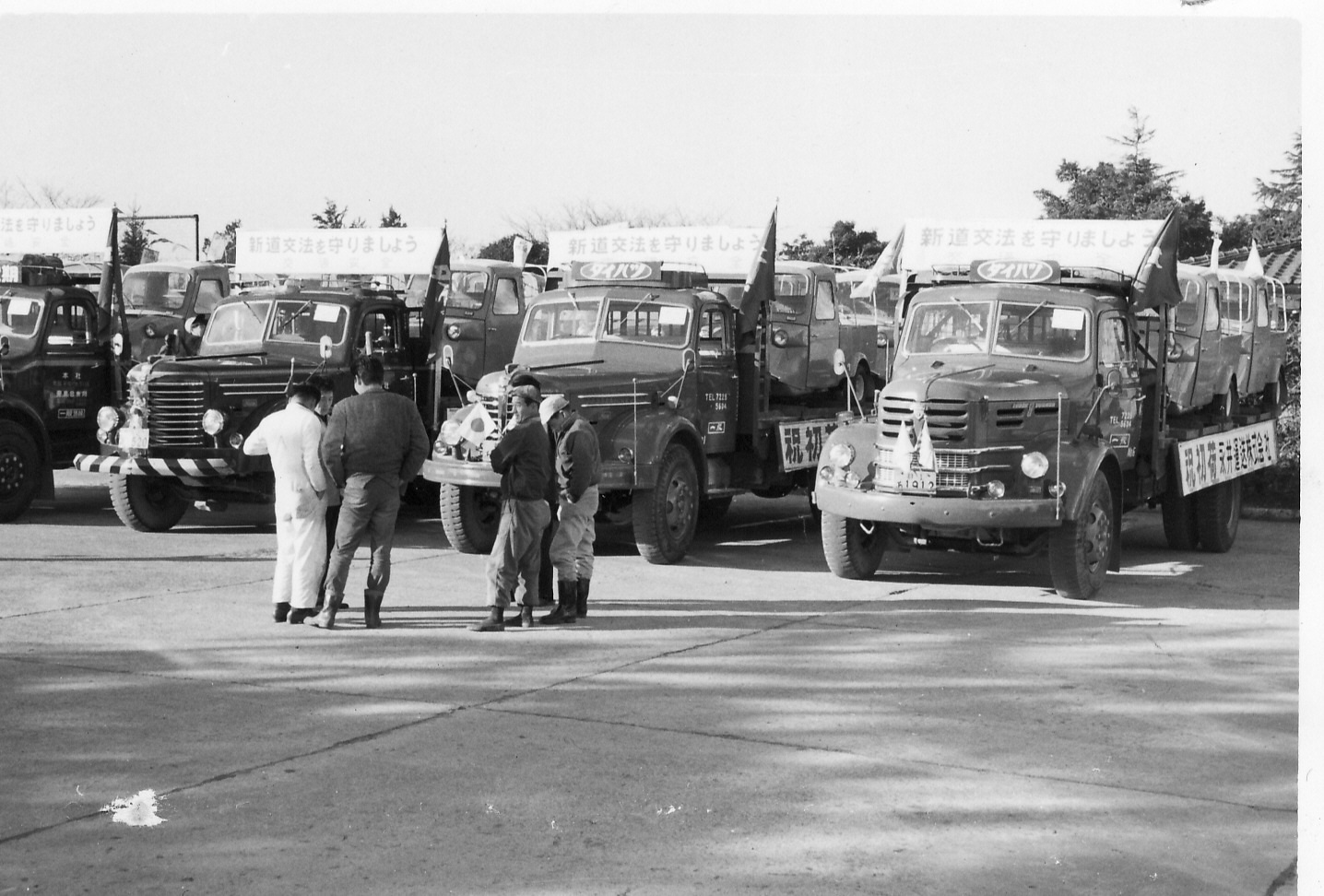
ダイハツ前橋製作所での初荷式（1962年〈昭和37年〉1月）
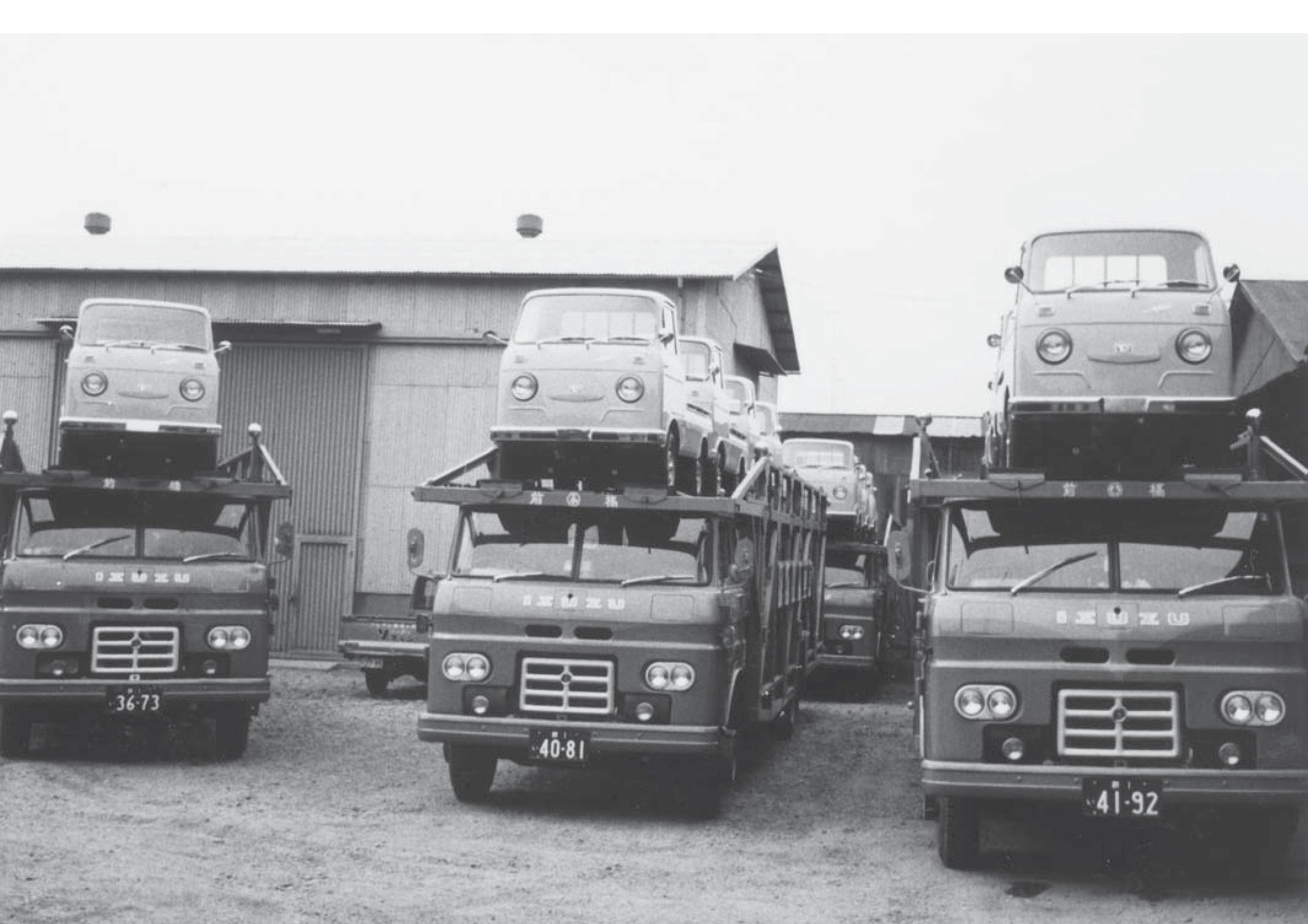
1964年（昭和39年）頃のキャリアカー
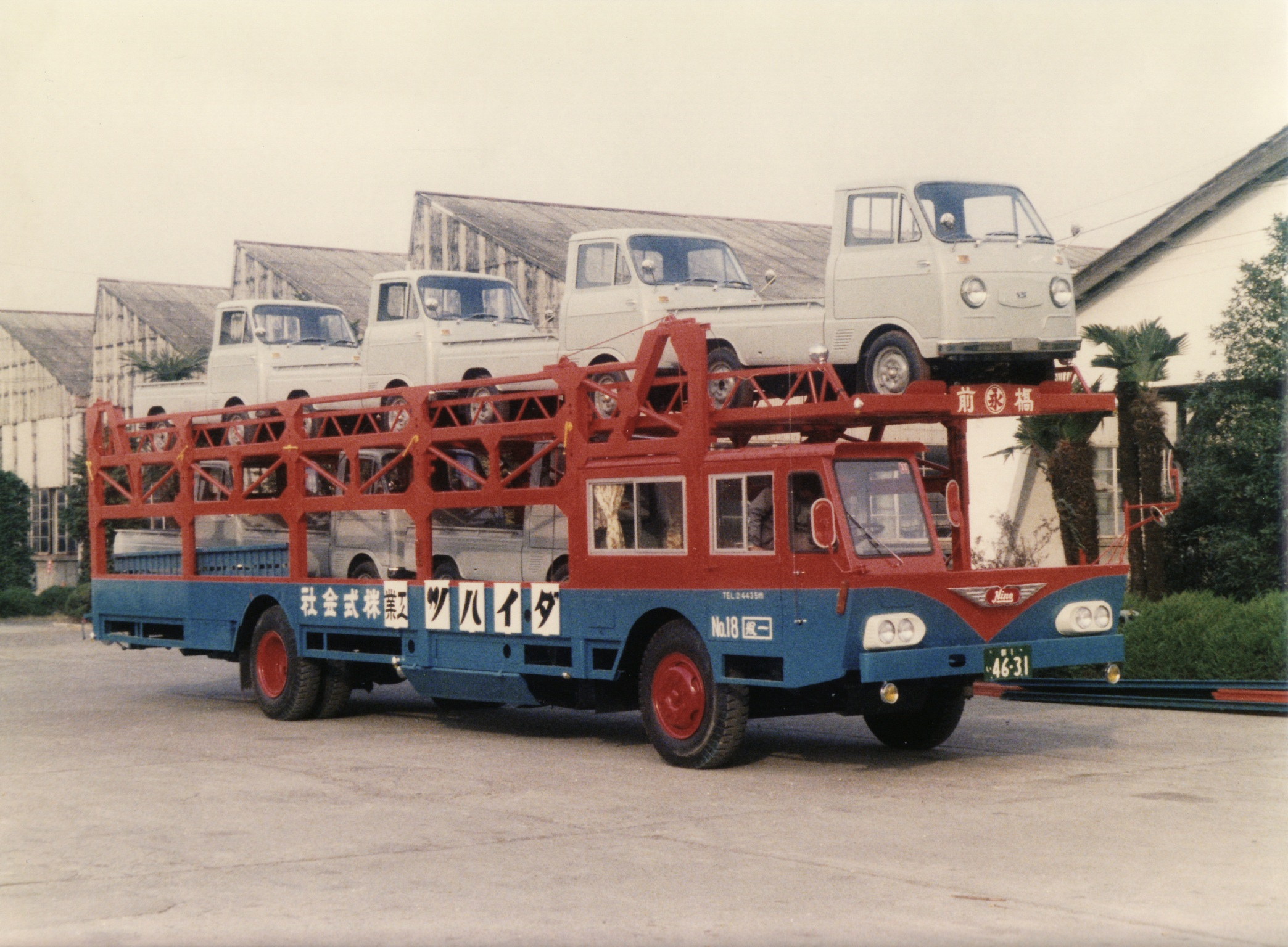
1968年（昭和43年）頃のダイハツ前橋製作所内に停まるキャリアカー

## 事業所
- 本社：群馬県前橋市南町三丁目21-8
- 力丸営業所：群馬県前橋市力丸町471
- 修理部：群馬県前橋市力丸町472-2
- バス事業部前橋営業所：群馬県前橋市上佐鳥町384-2
- 桐生営業所：桐生市広沢町三丁目3984-1

閉鎖した事業所
- 太田営業所：太田市清原町2-2
- 上佐鳥倉庫：倉庫を取り壊しバス事業部前橋営業所に変更。

関連会社
- 上州観光サービス株式会社（観光業）

かつての関連会社
- 日ノ出石油株式会社（ガソリンスタンドを運営していたが清算済）
- 永井土建株式会社（他社へ売却）

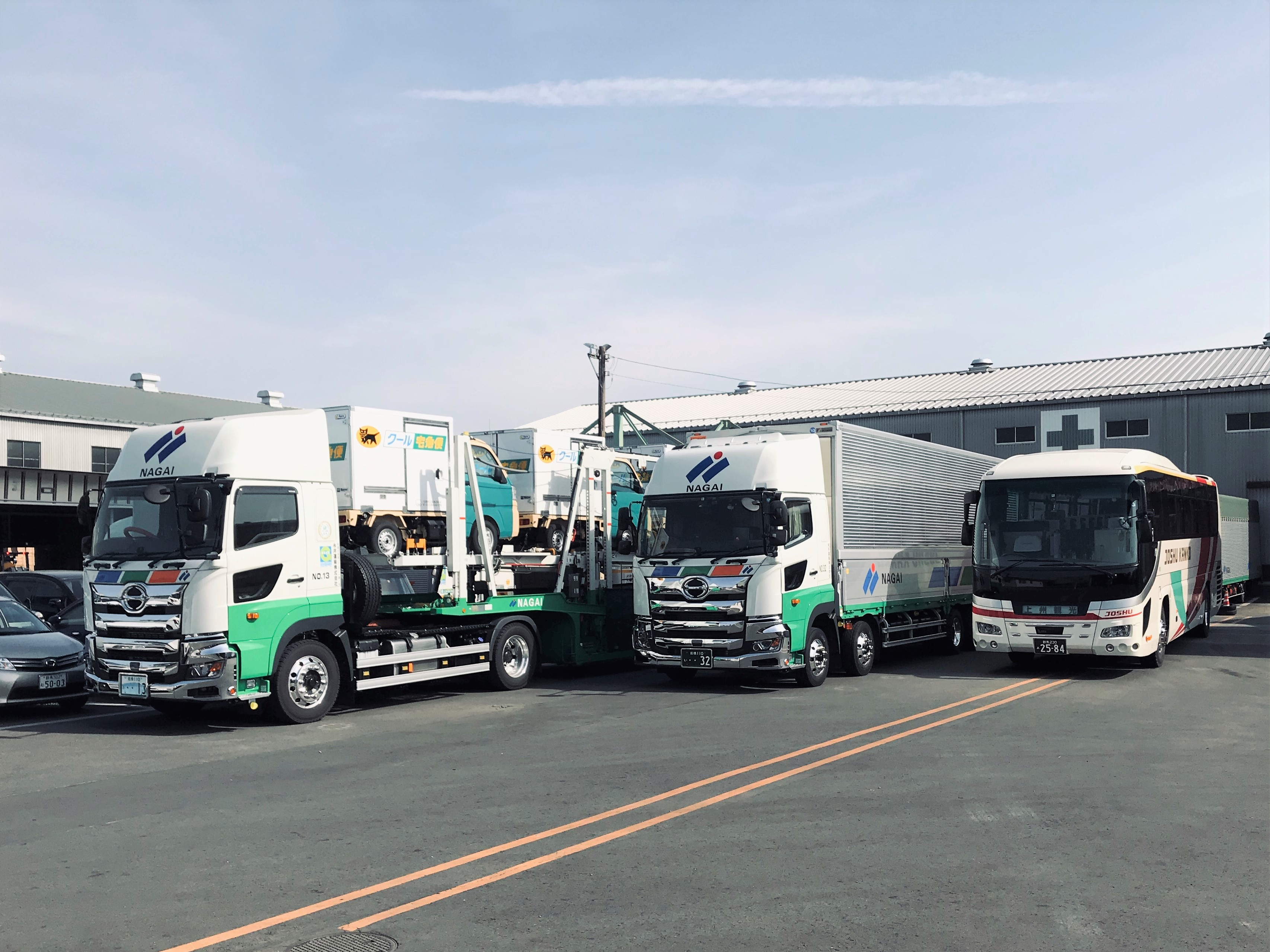
力丸営業所内のキャリアトレーラー、大型ウィング車、大型観光バス
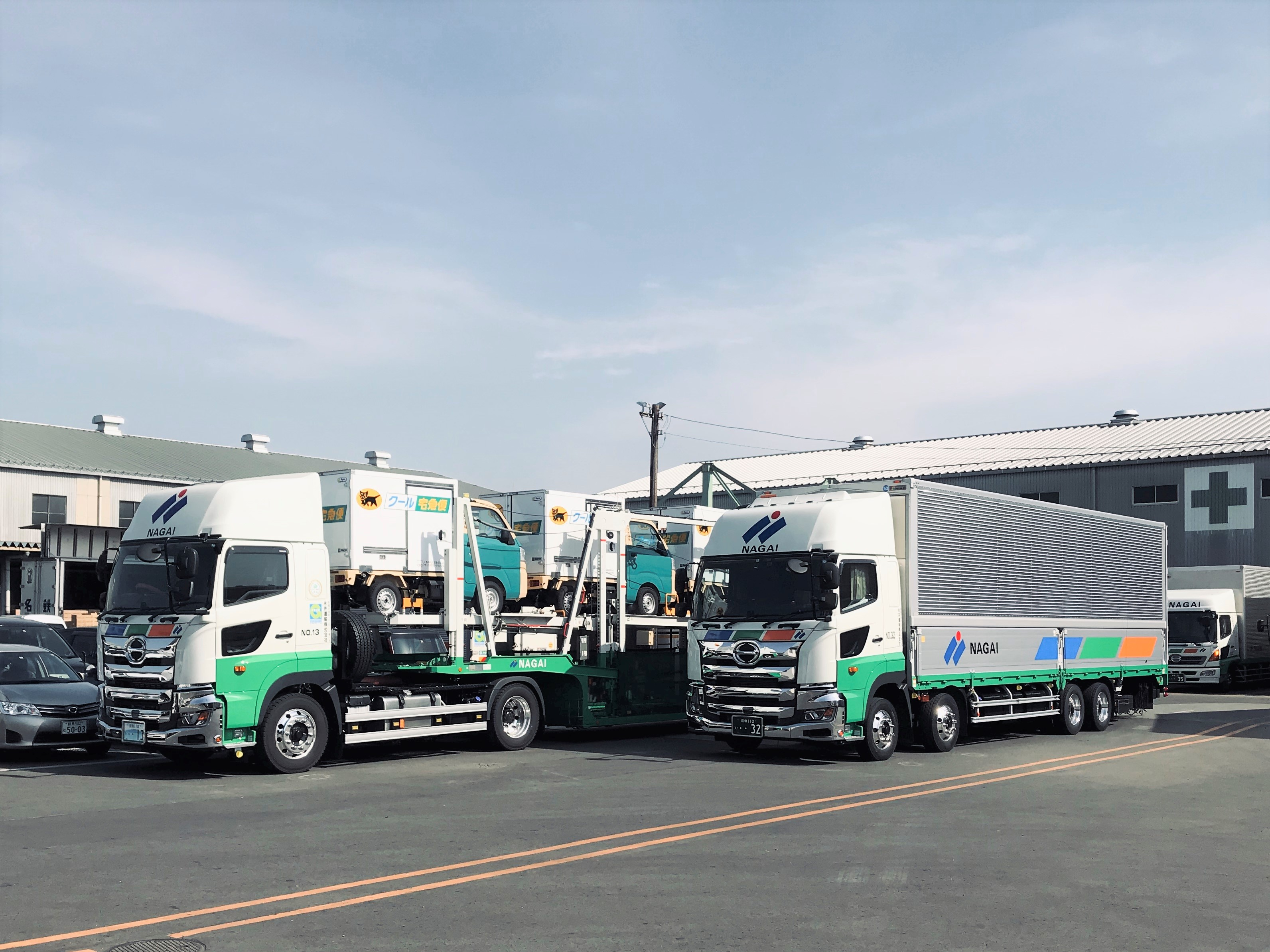
力丸営業所内のキャリアトレーラー、大型ウィング車
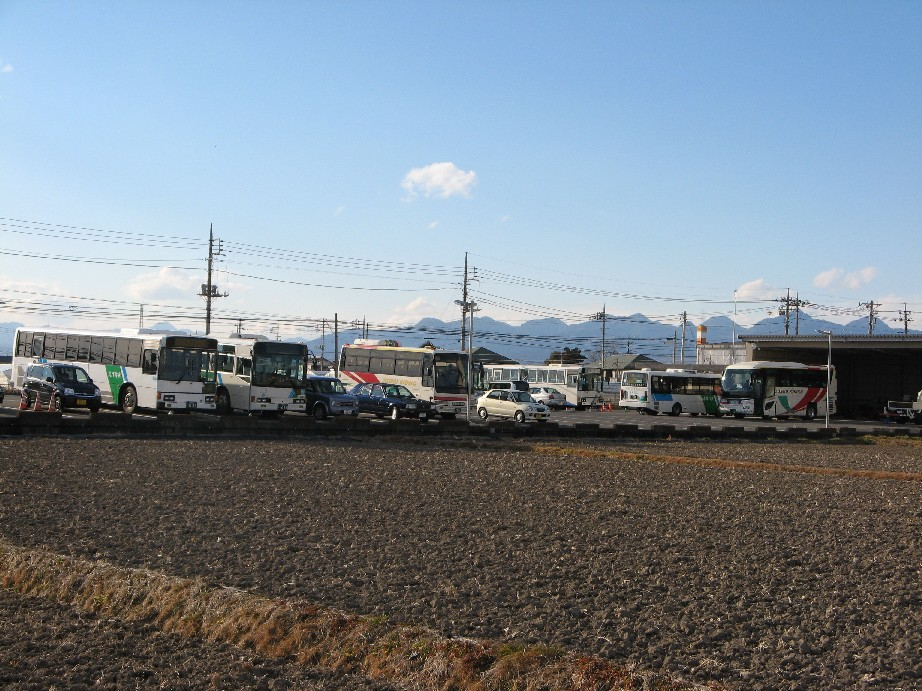
バス事業部前橋営業所
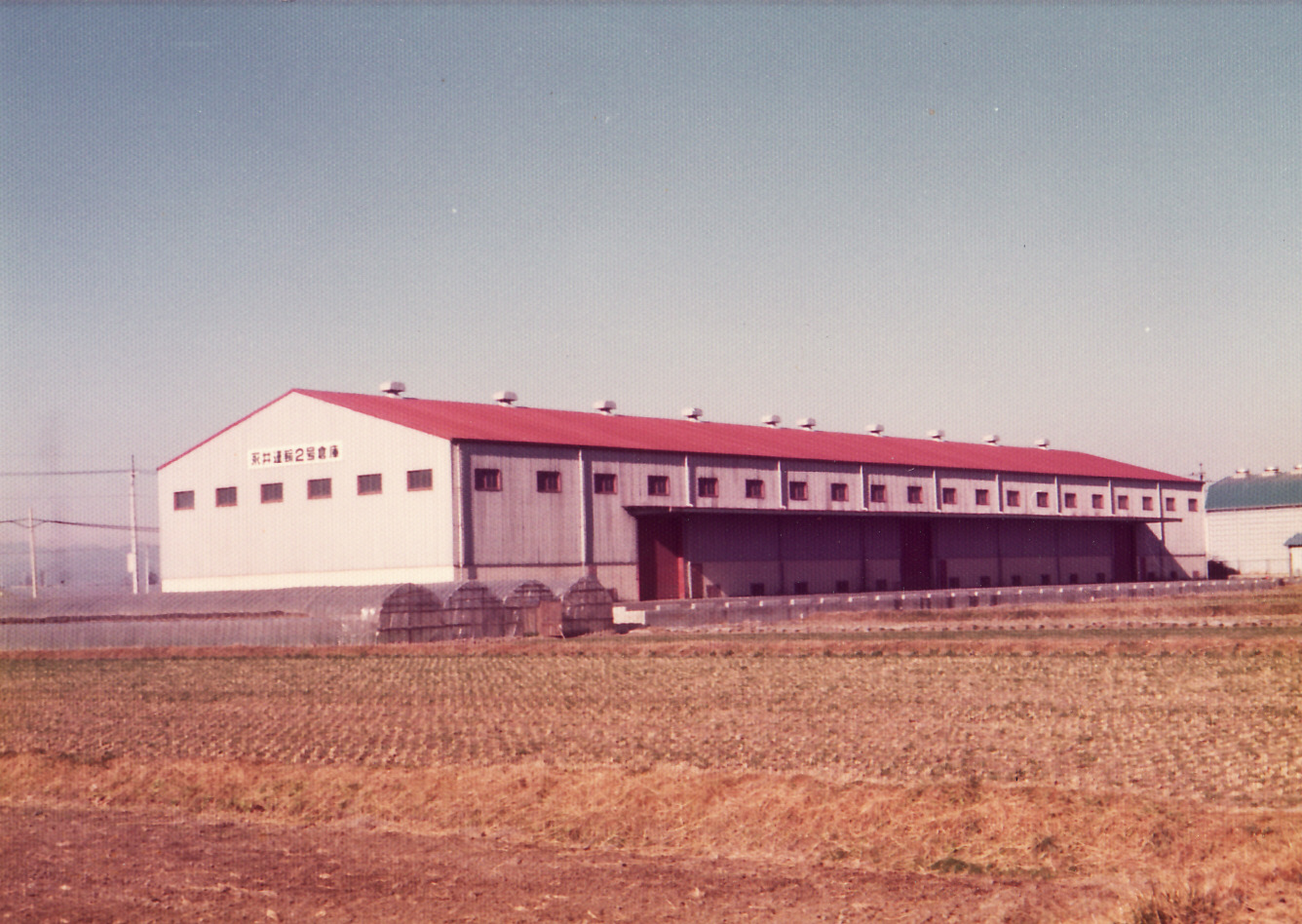
上佐鳥倉庫（現在のバス事業部前橋営業所）
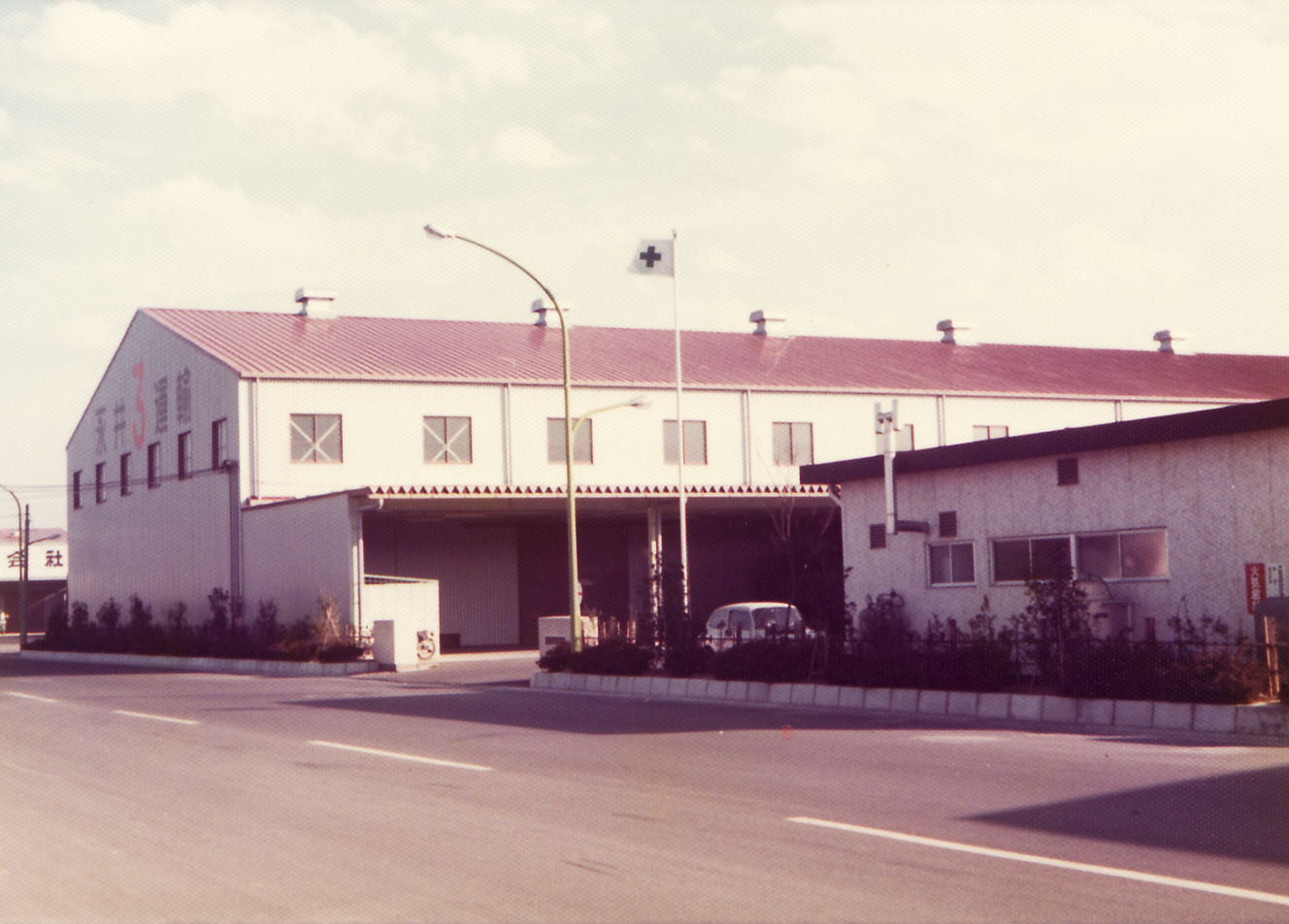
永井運輸力丸営業所（昭和50年）
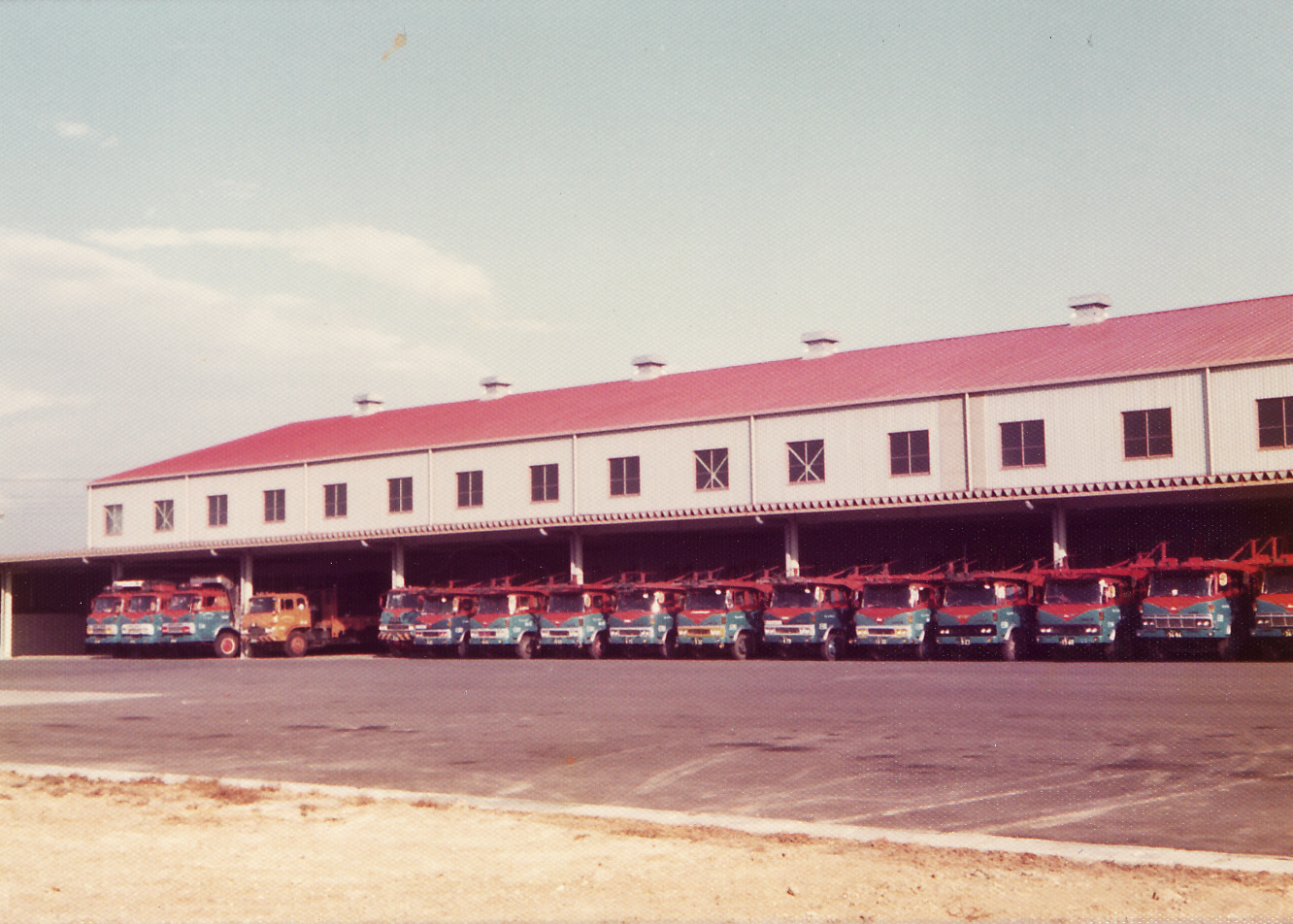
永井運輸力丸営業所（昭和50年）

## 永井バスの現行路線
前述の経緯から、石関町学園中央線以外の路線は自治体（前橋市・玉村町）の委託を受けて運行している。

### [30]前橋玉村線
- 前橋公園 - 前橋駅 - 六供町 - 後閑町入口 - 下川団地 - 玉村町役場 - 新町駅
  - 1993年4月8日運行開始。かつて東武バスが運行していた路線。1997年4月1日より、かつて上信バスが運行していた、玉村町役場から新町駅まで延長。

- 前橋公園 - 前橋駅 - 静和幼稚園前 - けやきウォーク南 - 六供中央公園 - 下川団地
  - 1998年4月1日運行開始。東武時代に前橋公園 - 下川町という路線があったが別ルート。2022年3月31日をもって天川原町を通るルートは廃止。

### [54]嶺公園線
- 前橋公園 - 前橋駅 - 中央前橋駅 - 県民会館 - 学校前・日吉町・総合福祉会館 - 勝沢十字路・高花台団地 - 嶺公園
  - 1996年4月1日運行開始。かつて群馬バスが運行していた路線。前橋市営霊園である嶺公園へのアクセスを担うため旧盆期間やお彼岸の時期は増便される。

### [40]東大室線
- 前橋公園 - 前橋駅 - 旧日赤 - 城南支所前 - 東大室
  - 1993年4月8日運行開始。

かつて、東武バスが「前橋公園〜二之宮」で運営していた路線。永井運輸に移管後、東大室まで延伸された。

### [53]荻窪公園線
- 前橋公園 - 前橋駅 - 日吉町・総合福祉会館 - （県民健康科学大学（構内）・平日の一部の便） - 芳賀工業団地 - 小坂子 - 荻窪公園
  - 1996年4月1日運行開始。かつて群馬バスが運行していた路線。
  - 2018年4月1日より、平日の一部の便を県民健康科学大学構内に乗り入れ。

### [56]石関町前橋大島駅線
- 前橋大島駅 - 石関町学園中央 - 前橋大島駅
2001年9月運行開始。路線開設当時は21条免許であったが行政からの補助はない。開設以降乗客数は地域の学生輸送で順調に推移し朝のラッシュ時には50 - 70人の乗車があり前橋地区でもっとも混み合う路線。休校日運休。

### コミュニティバス「マイバス」
- 前橋市コミュニティバス「マイバス」

[70]東循環線 [71]西循環線

## 過去の路線

### 玉村町乗合タクシー たまりん
玉村町での呼称は「乗合タクシー」だが、路線バス部門が担当している。2024年9月30日を以て受託終了。
(太川陽介のYouTubeチャンネルでのバス旅にて、運転手から聴取)

- 北（赤）コース
  - 玉村町役場 - 福島橋北 - 森下団地 - 飯塚公民館前 - 藤川公園 - 老人福祉センター - 上樋越公民館 - 福島橋北 - 玉村町役場
- 南（黄）コース
  - 玉村町役場 - とりせん前 - 上之手公民館南 - 八幡原公民館前 - 角渕八幡宮東 - 南部眼科前 - 玉村町役場
- 西（青）コース
  - 玉村町役場 - 斉田公民館前 - 板井住民センター - 道の駅玉村宿 - 玉村町役場
- 東（茶）コース 
  - 玉村町役場 - 南玉公民館前 - 下之宮(北) - 芝根小学校東 - 五料公民館前 - 川井公民館前 - 南部眼科前 - 玉村町役場
- 伊勢崎直行便
  - 玉村町役場 - 老人福祉センター - 宮子町 - 市民病院北 - まちかど広瀬
- 高崎直行便
  - 玉村町役場 - 道の駅玉村宿 - 昭和病院 - 高崎高等特別支援学校 - 黒沢病院附属ヘルスパーククリニック

・運賃は、町内100円均一、高崎・伊勢崎直行便は200円。
※12月29日〜1月3日は運休する。

## バス
永井運輸のバス車両は日野自動車・いすゞ自動車・日産ディーゼル工業（現：UDトラックス）・三菱ふそうといった各社から導入されている。中型車・小型車が中心で、中型車はいすゞ・ジャーニーKなどが導入されている。ノンステップ車両の導入にも積極的で、ノンステップバス比率は2006年現在31%オーバーで県内トップ。
カラーリングは白地に明るい緑と水色のストライプとなっている。

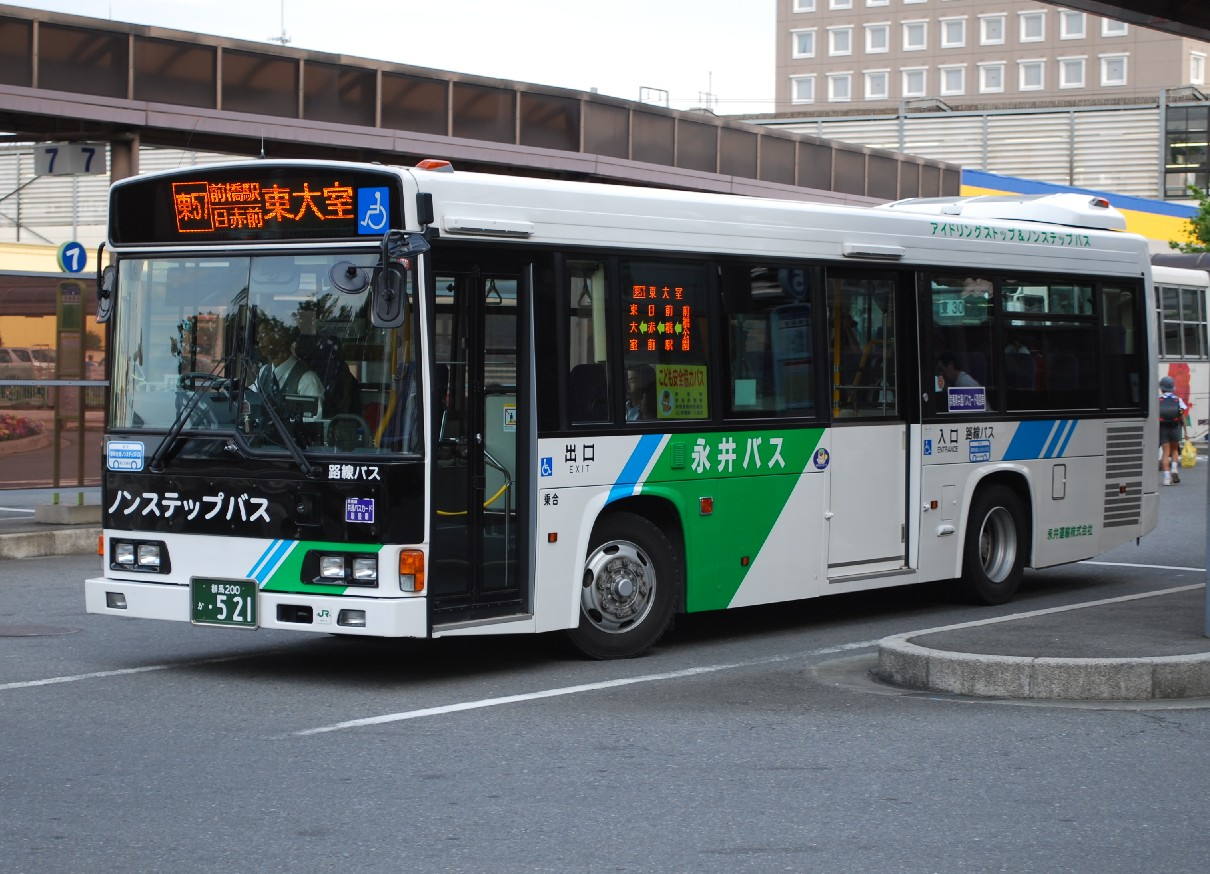
永井バスの車両（ノンステップ車）前橋駅前
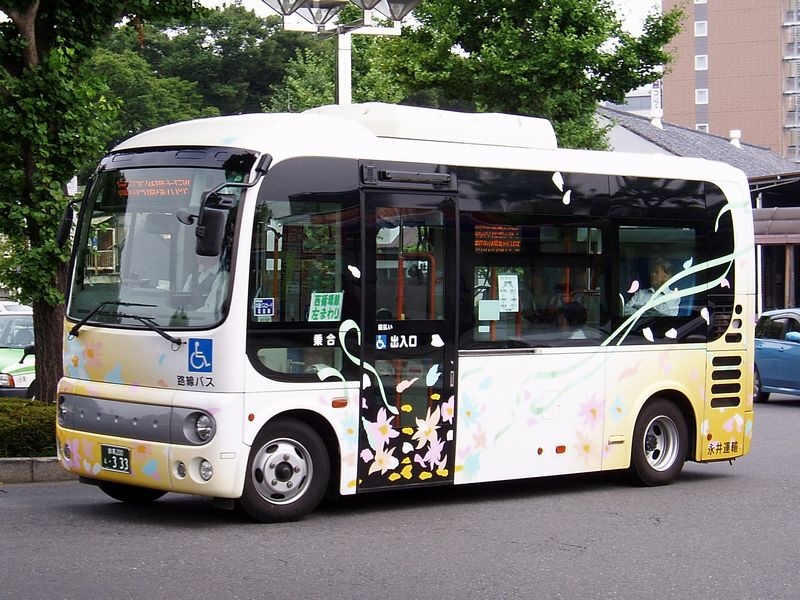
マイバス西循環専用車（日野・ポンチョ）
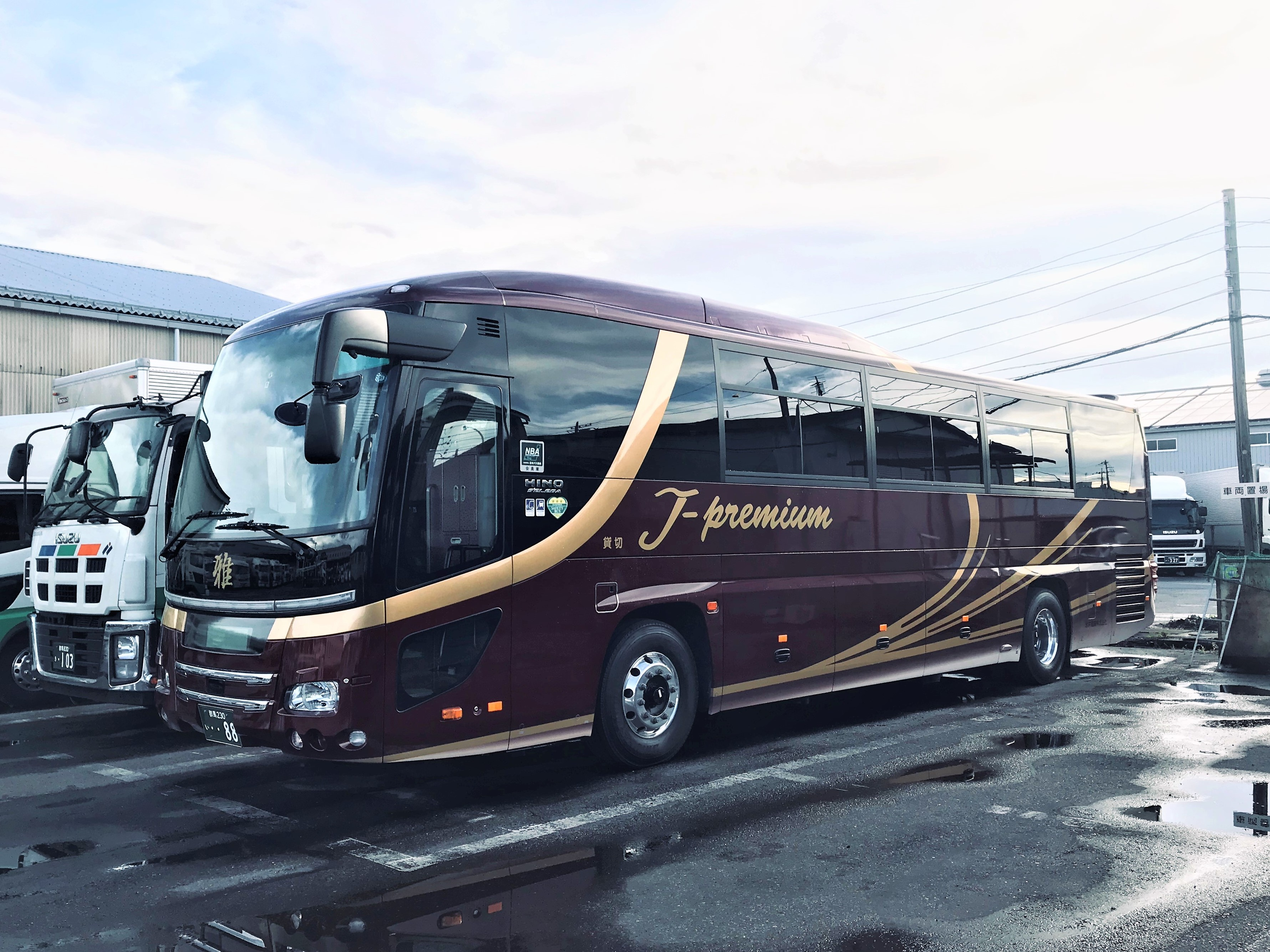
上州観光の大型バス（日野・セレガ）特別仕様車
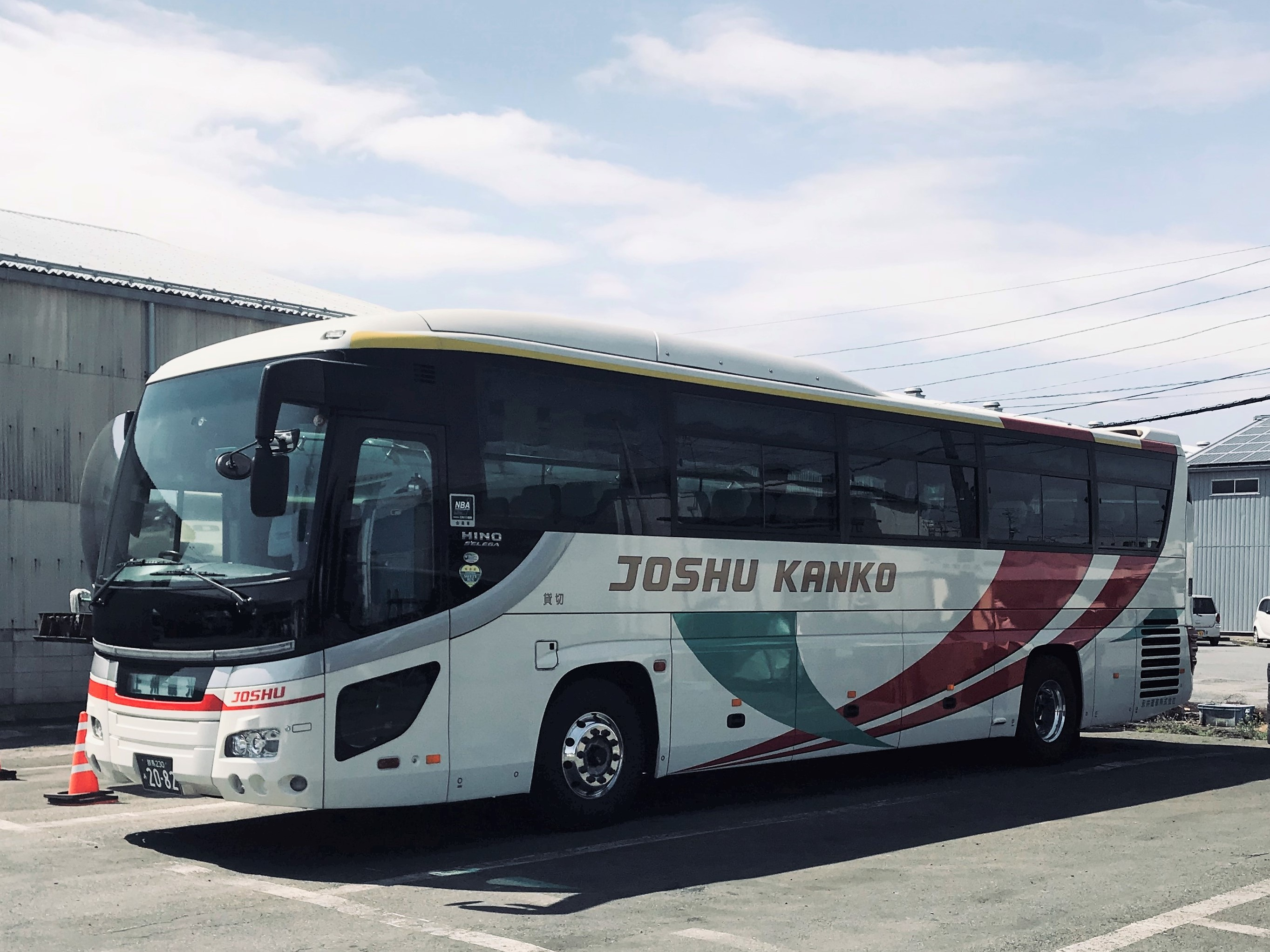
上州観光の大型バス（日野・セレガ）
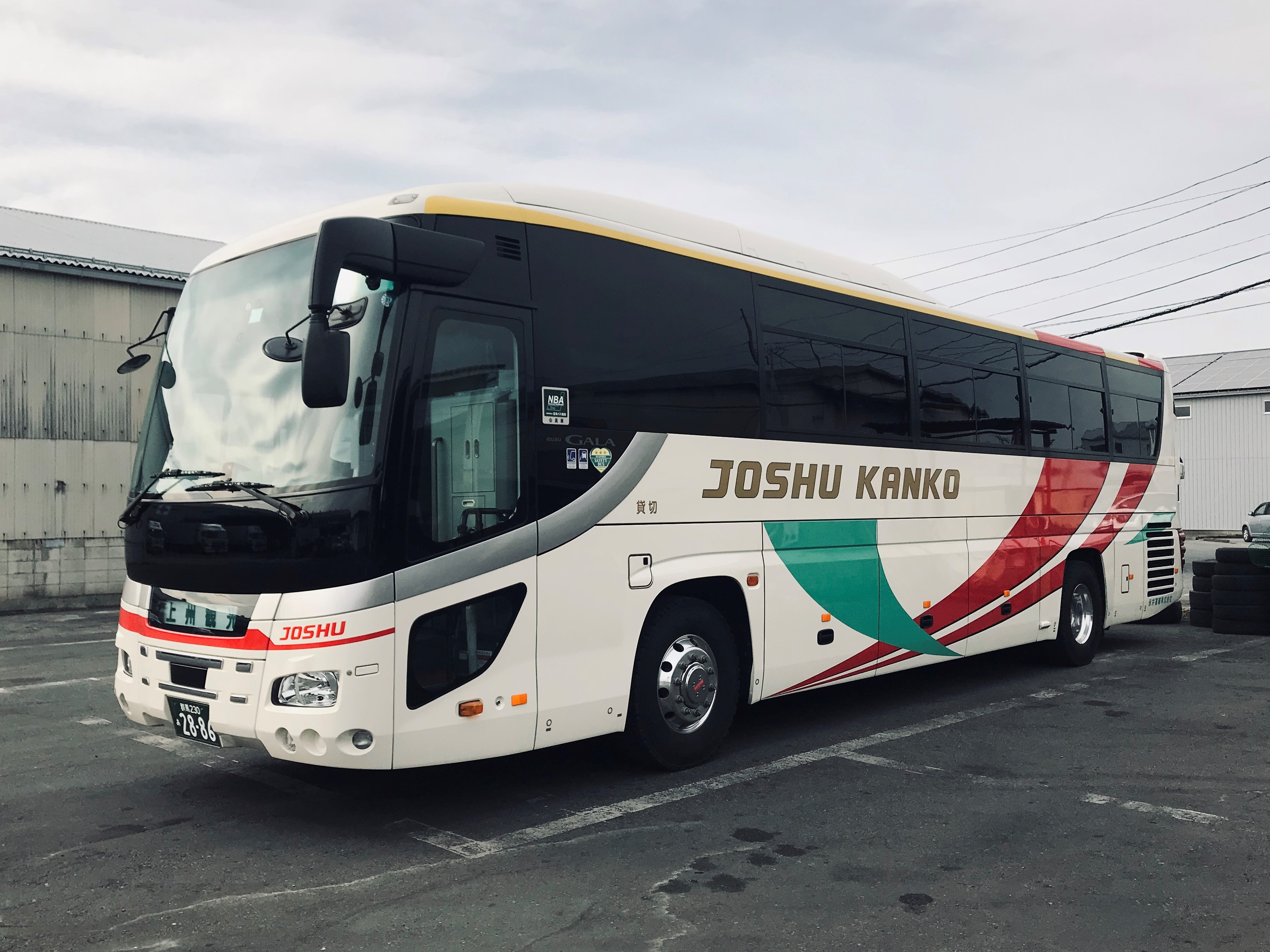
上州観光の大型バス（いすゞ・ガーラ）
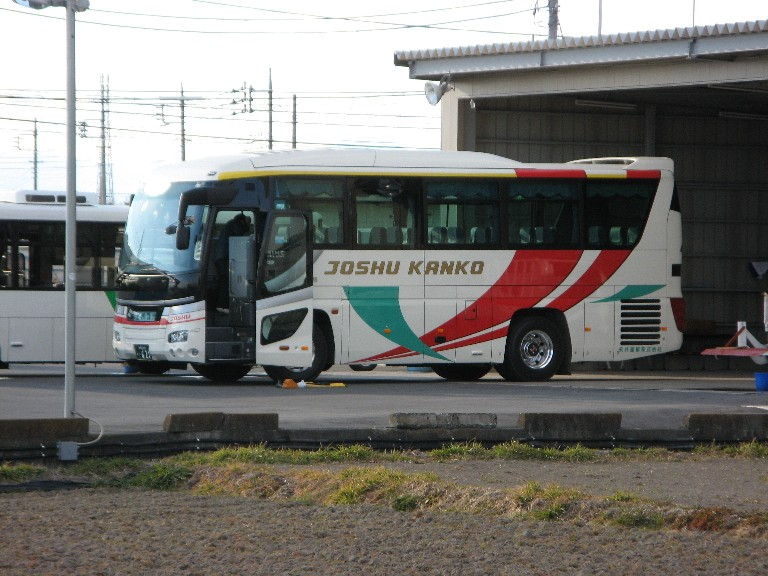
上州観光の中型バス
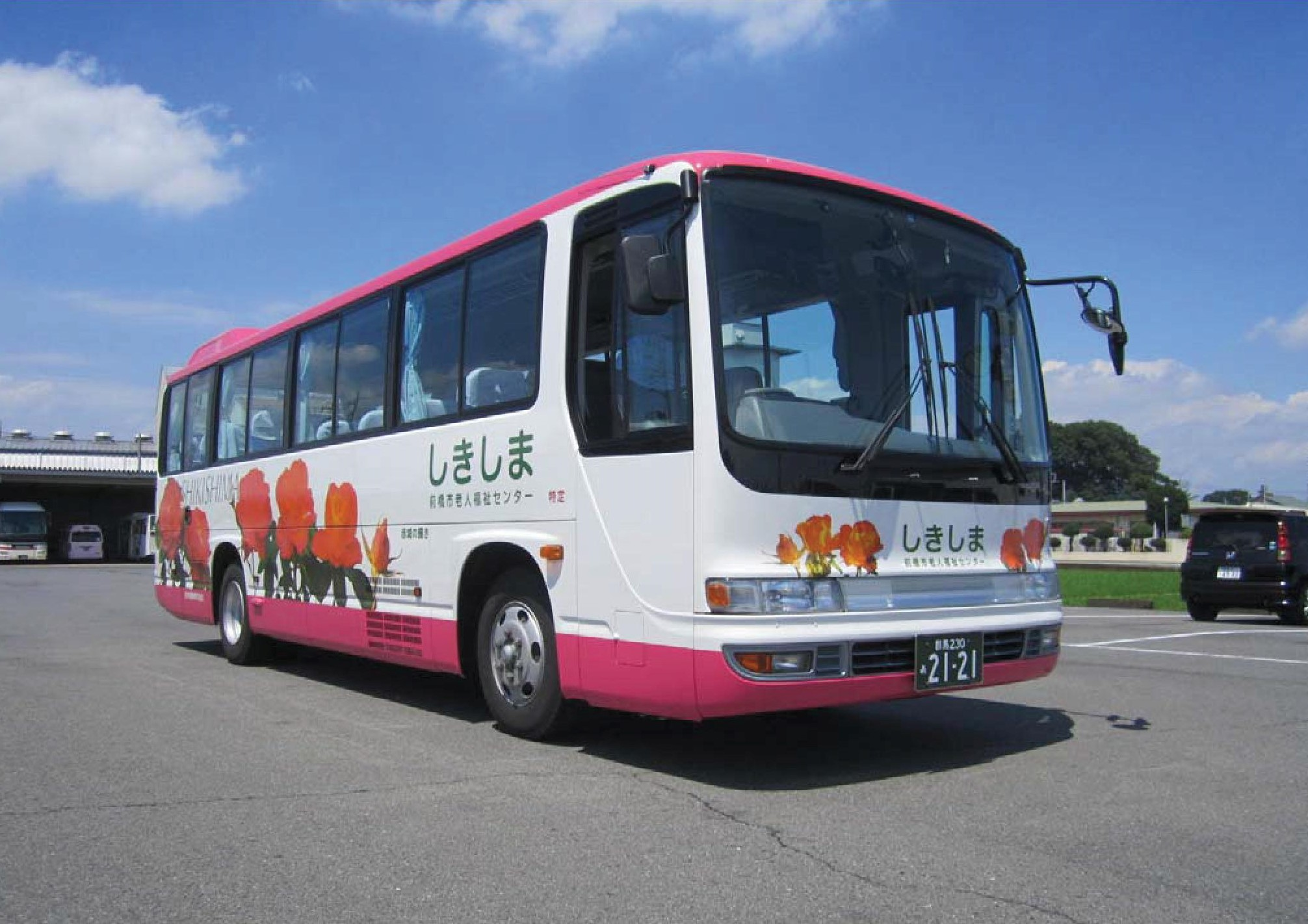
老人福祉センター送迎バス（いすゞ・ガーラミオ）
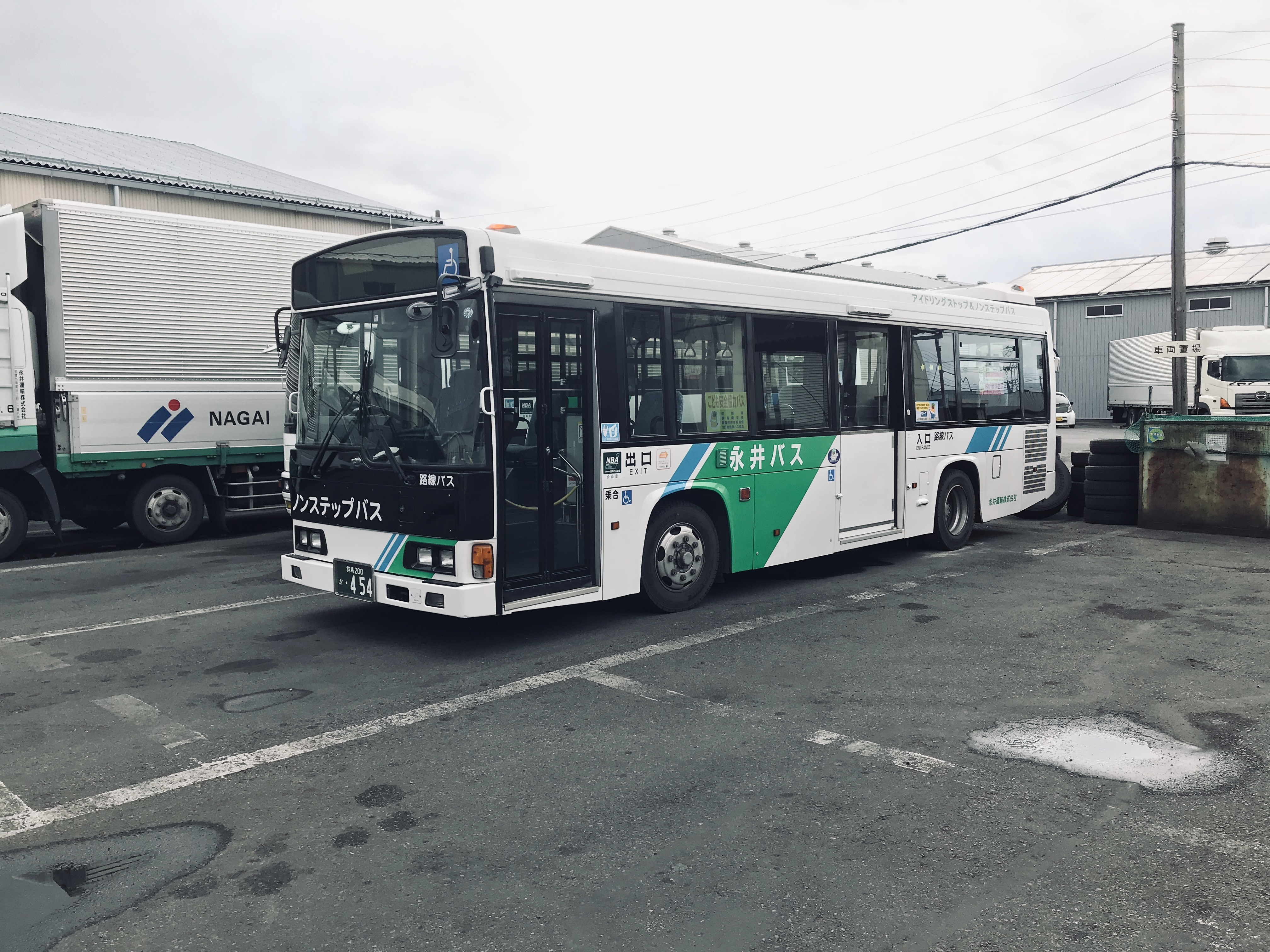
永井バス（日野・レインボー）
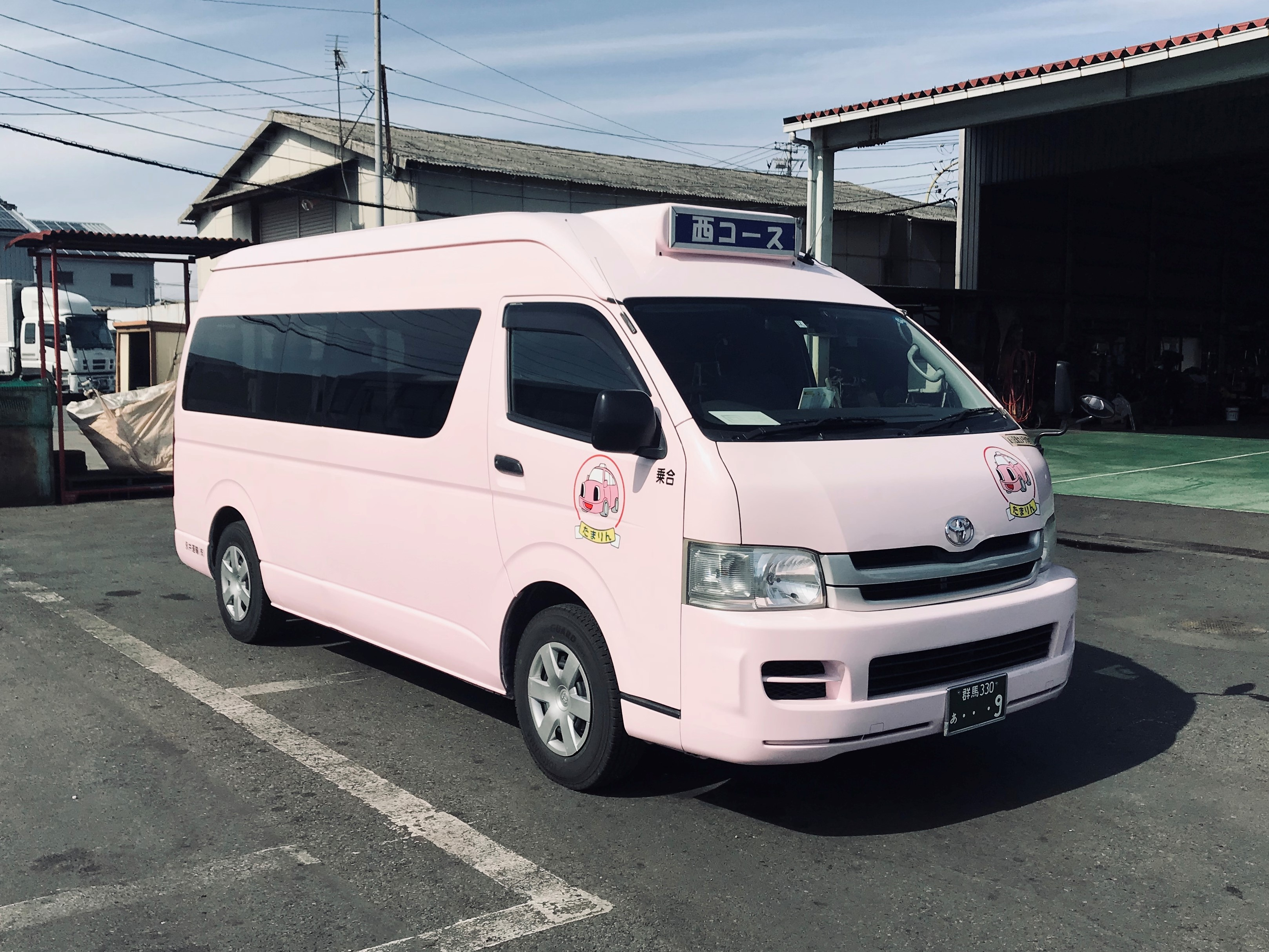
玉村町乗合タクシー「たまりん」

## タクシー
前述の通り、永井運輸のタクシーはナガイタクシーとカタカナ表記されている。様々なメーカーの車両を導入しているバスと異なり、タクシーに関してはトヨタ自動車の車両のみ保有している。

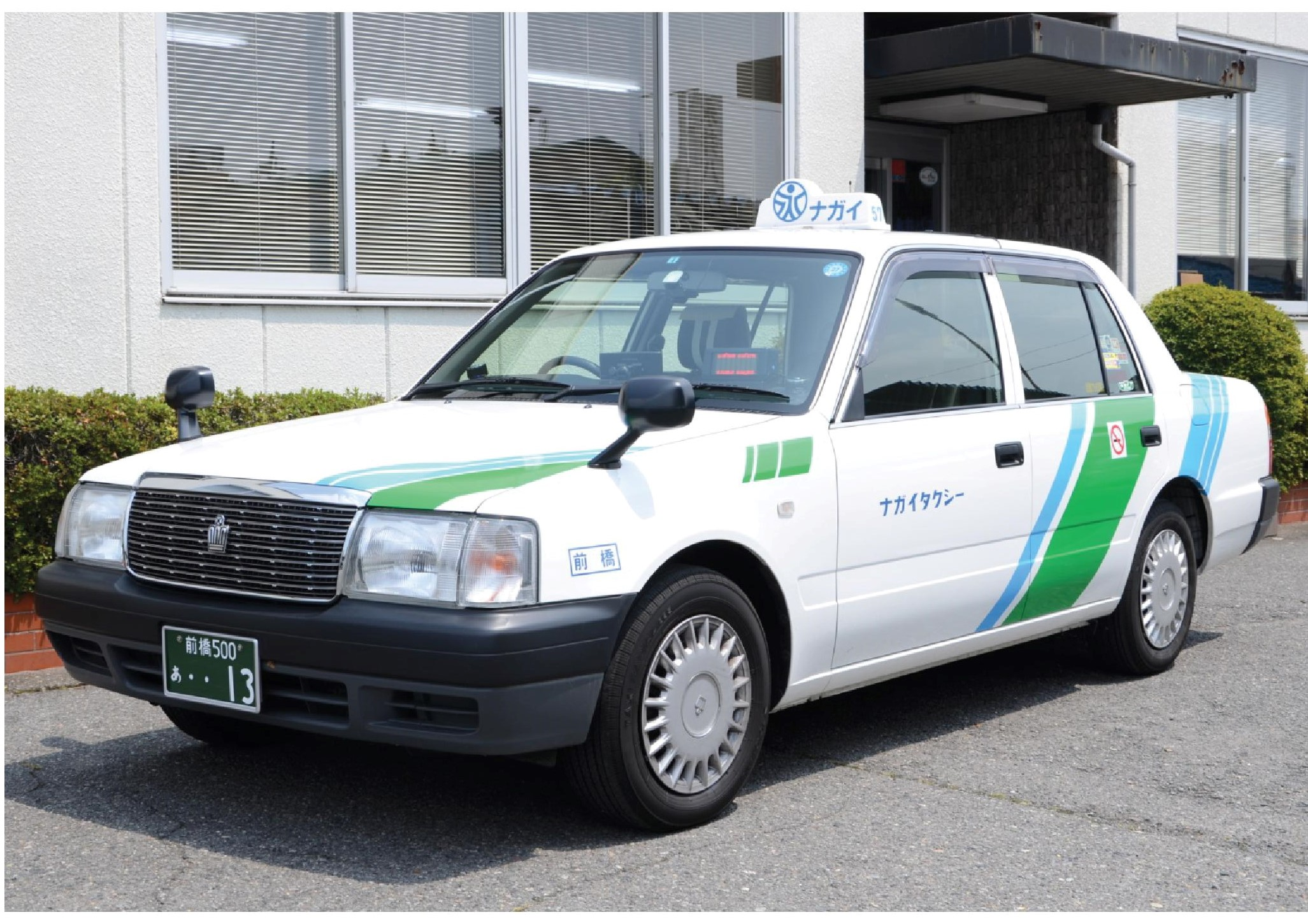
トヨタ・クラウン 白
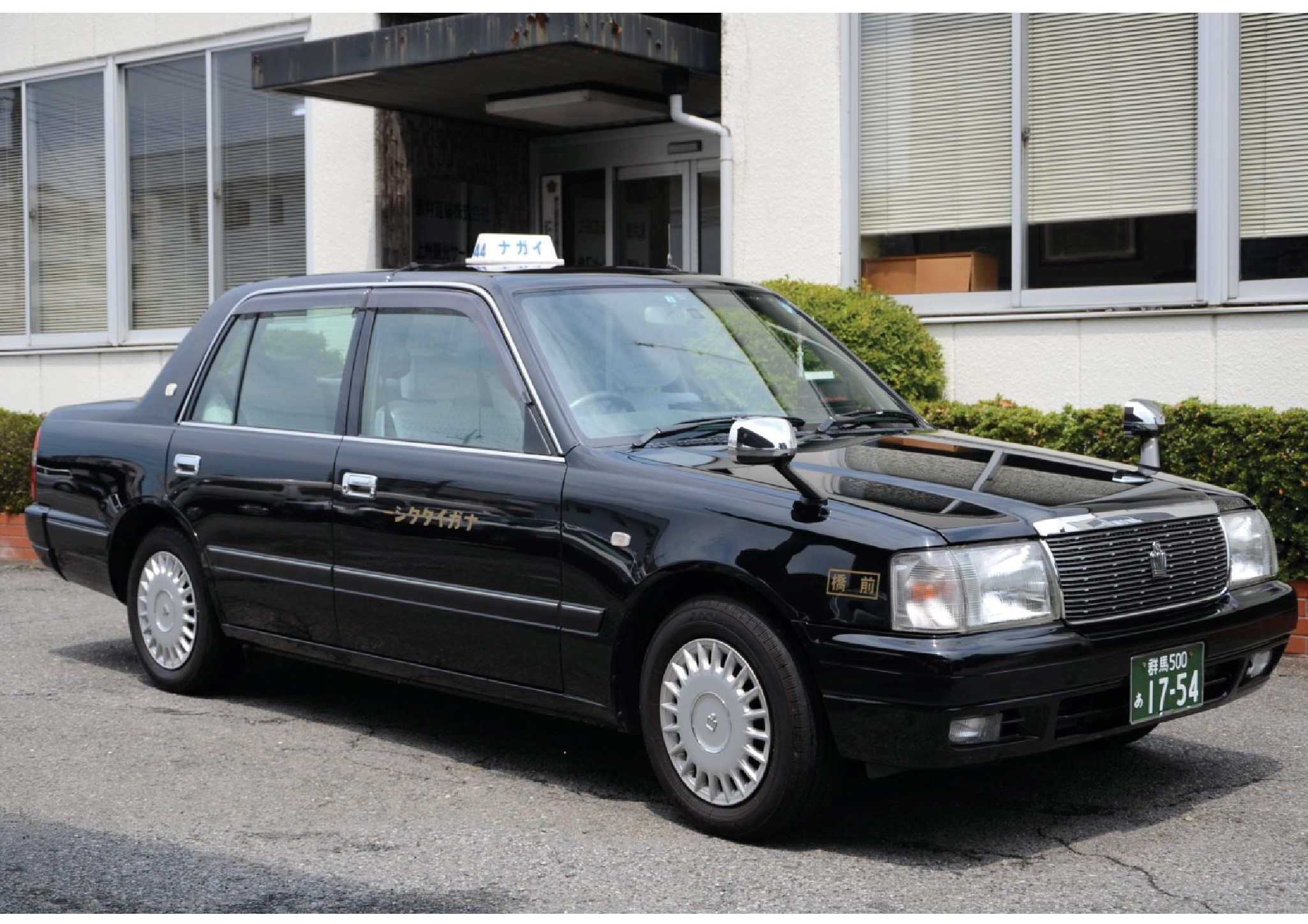
トヨタ・クラウン 黒
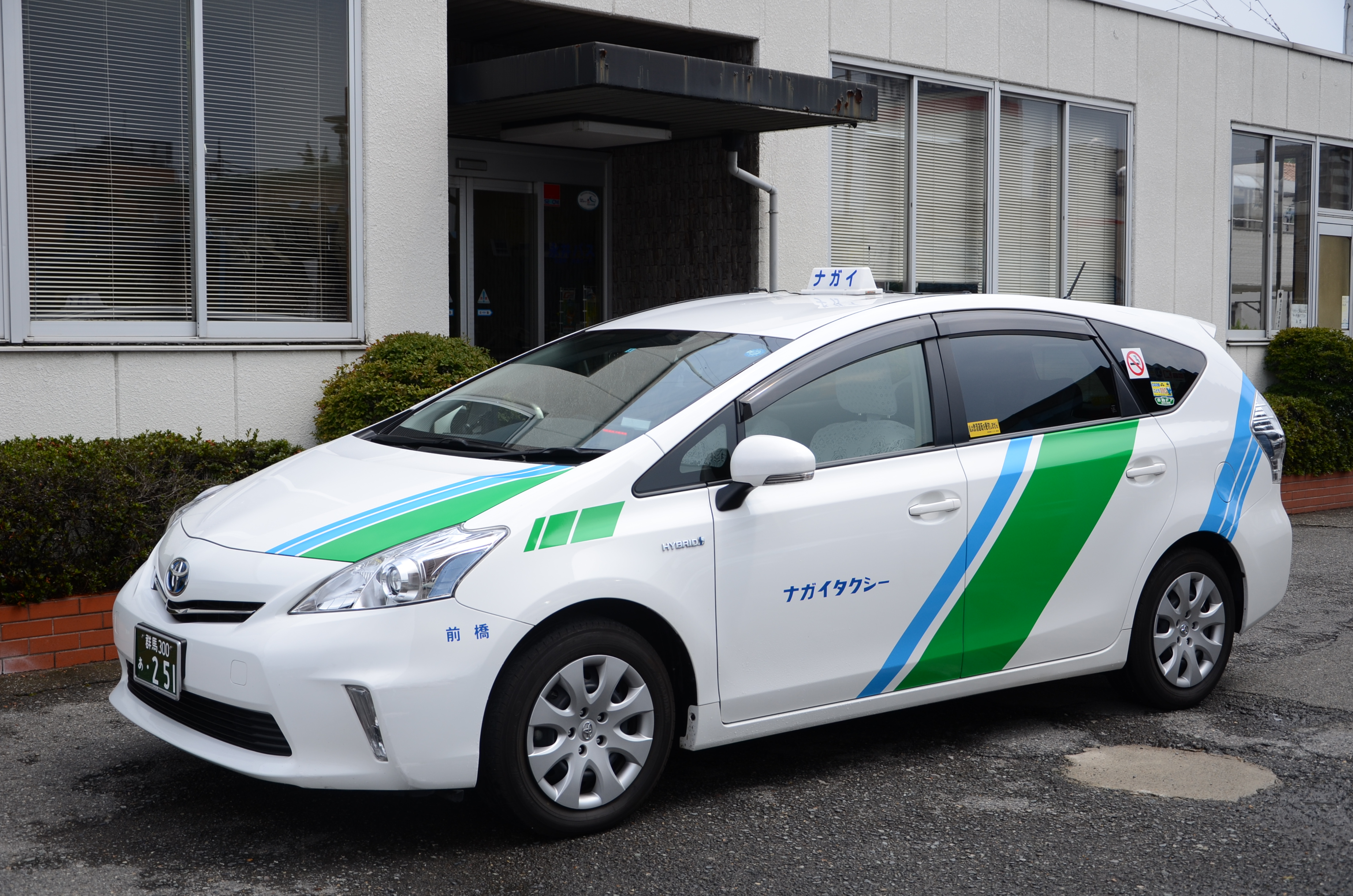
トヨタ・プリウスα
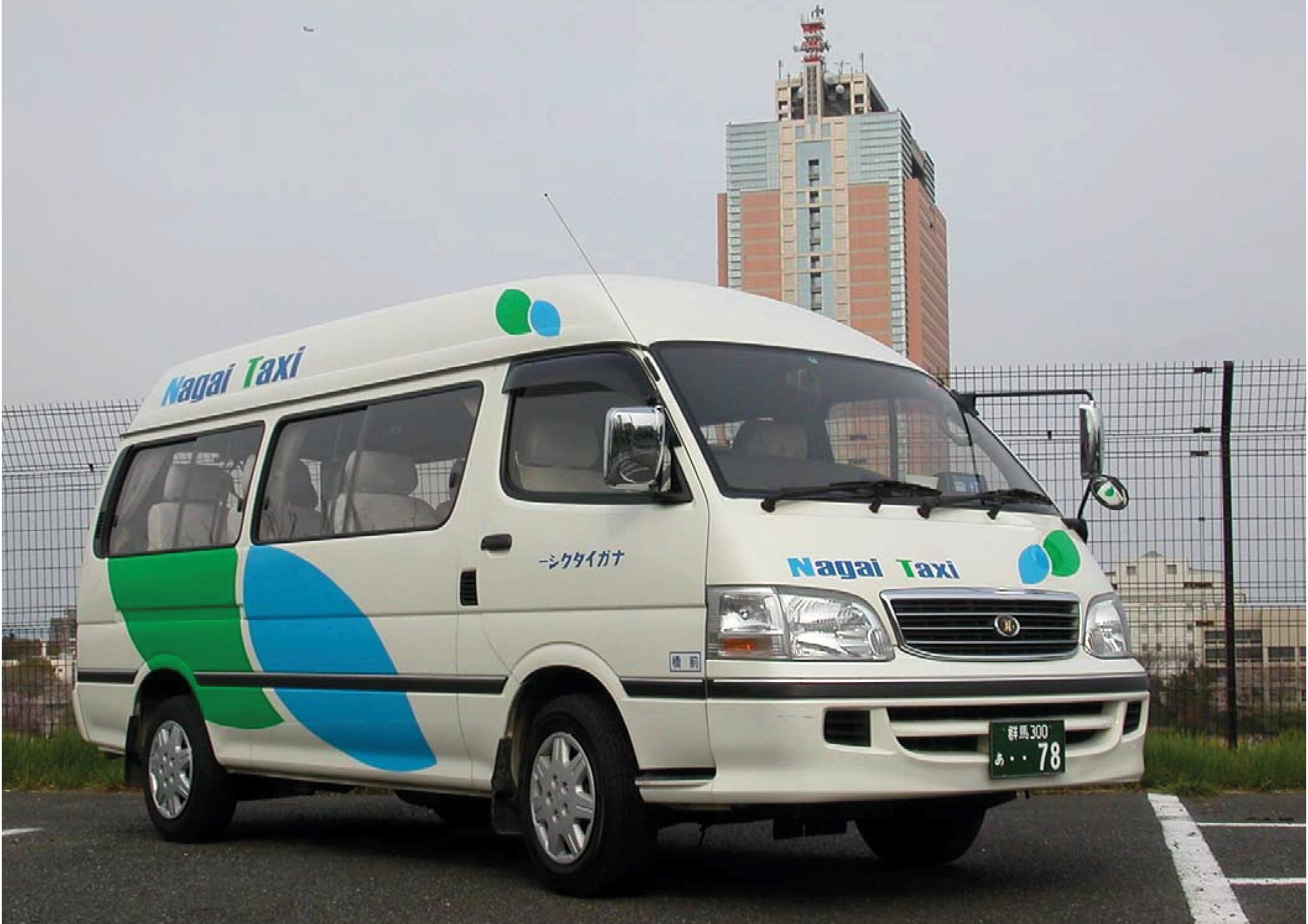
トヨタ・ハイエース10人乗り

## トラック

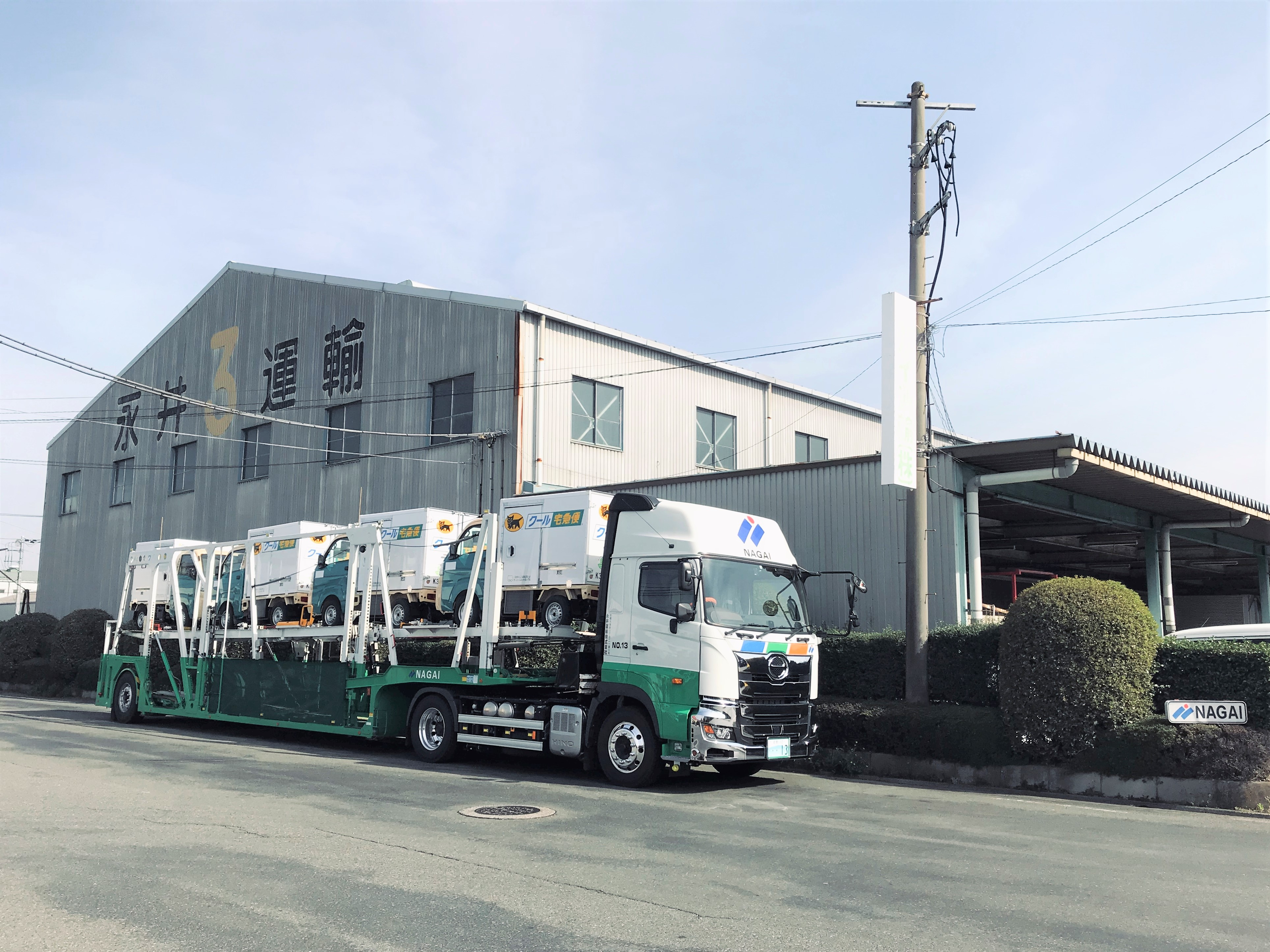
力丸営業所の倉庫前に停まるキャリアカー
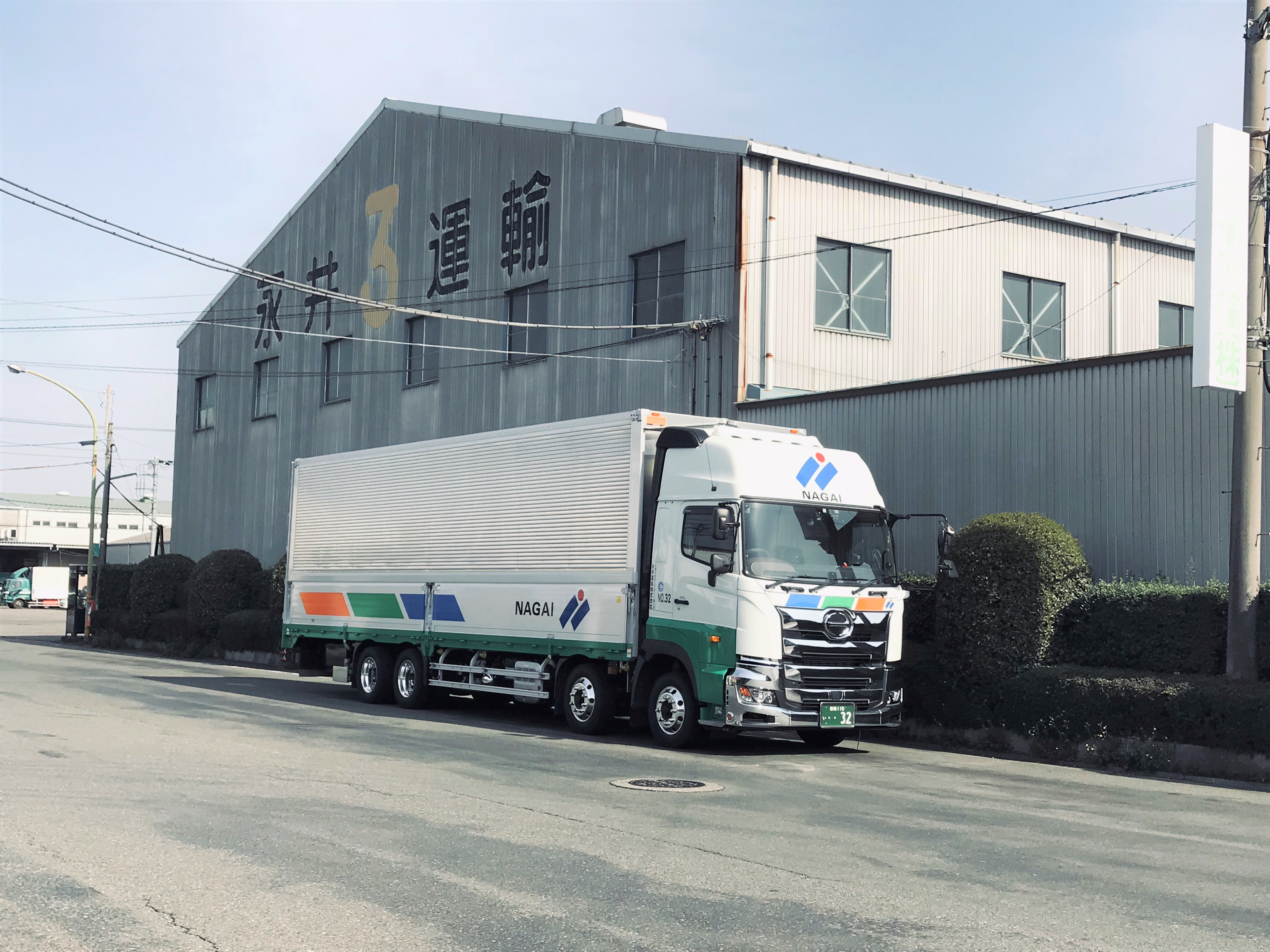
力丸営業所の倉庫前に停まる大型ウィング車
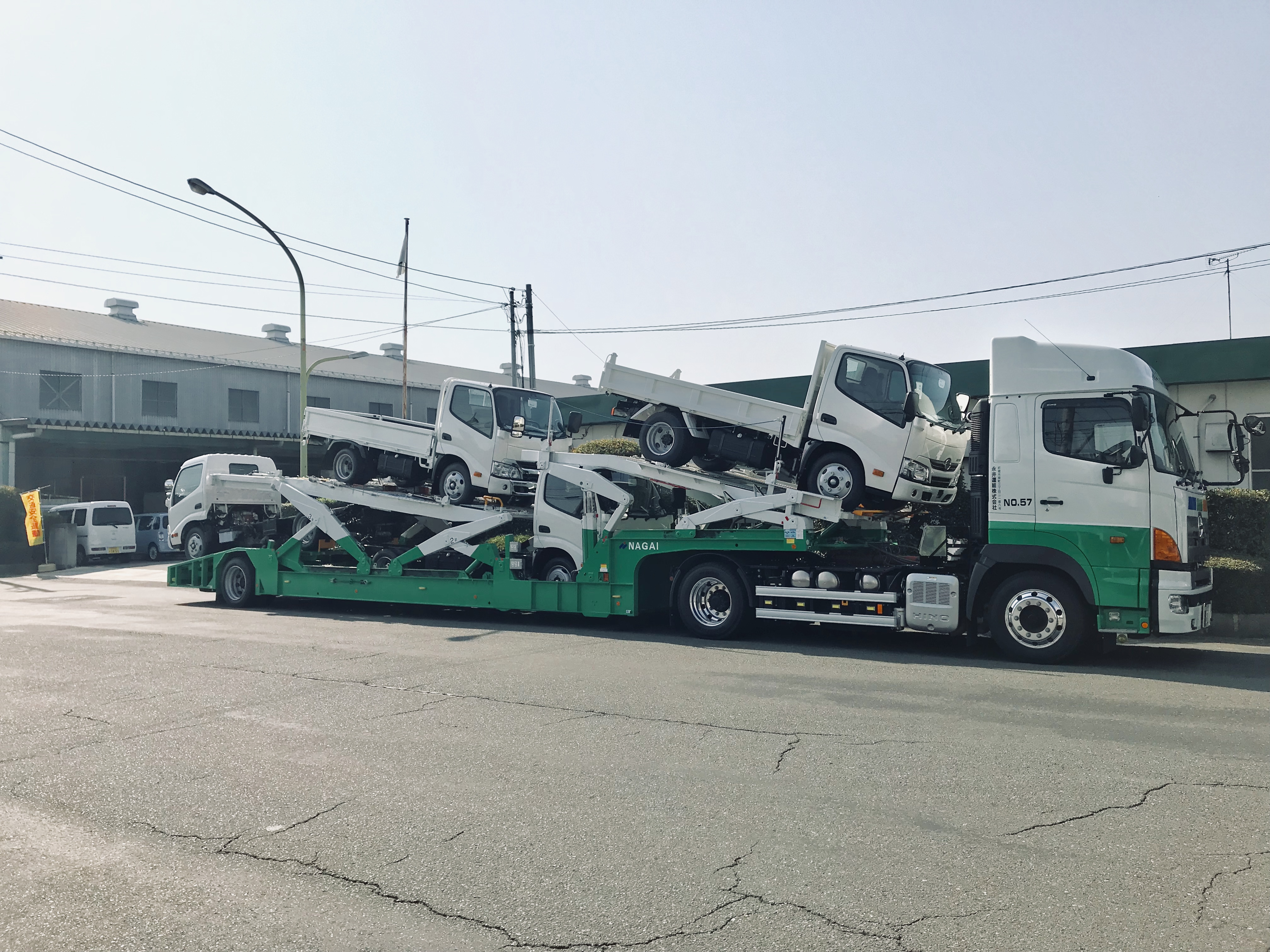
力丸営業所前のキャリアカー
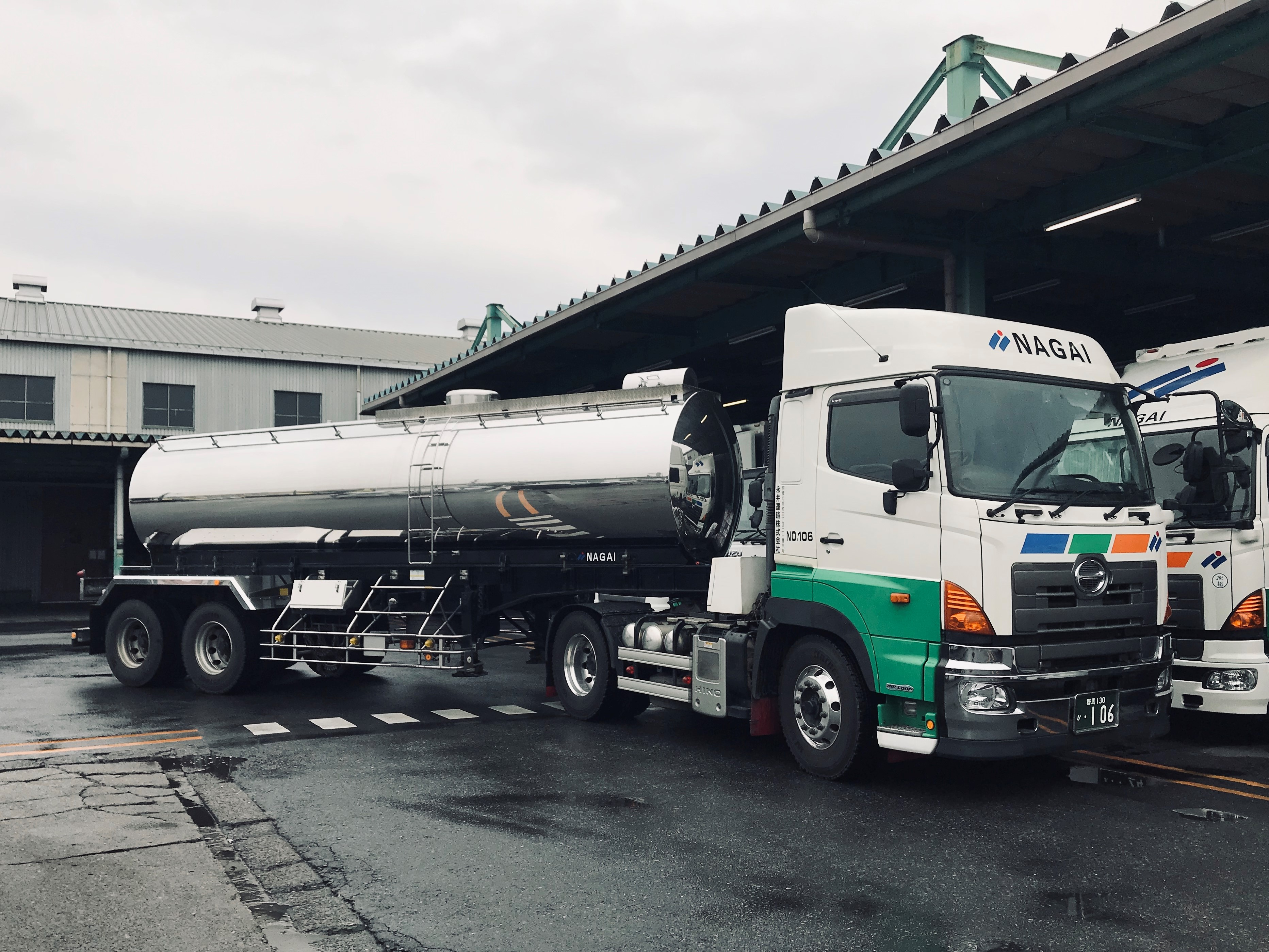
牛乳運搬用 ステンレスタンクローリー
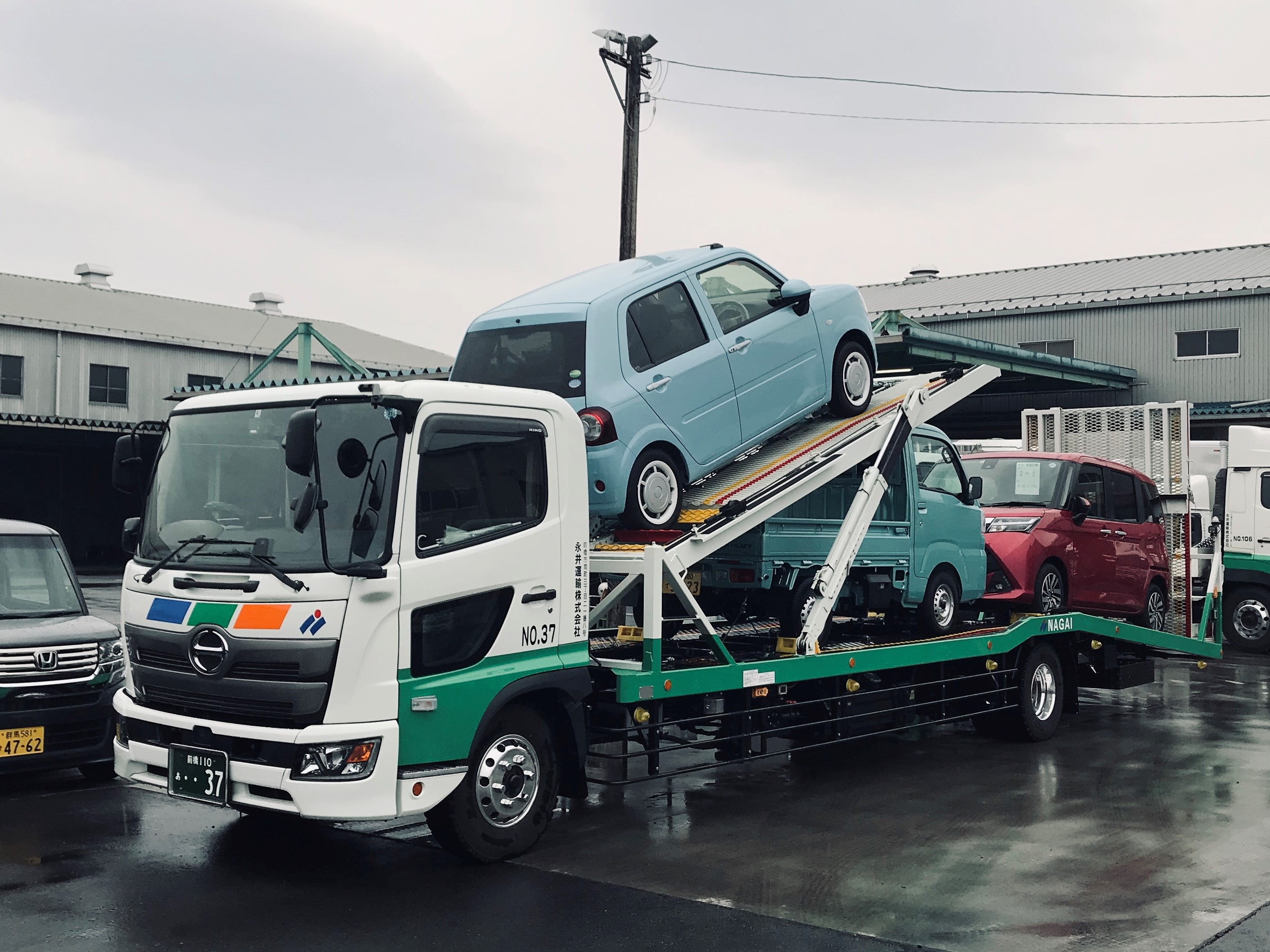
キャリアカー
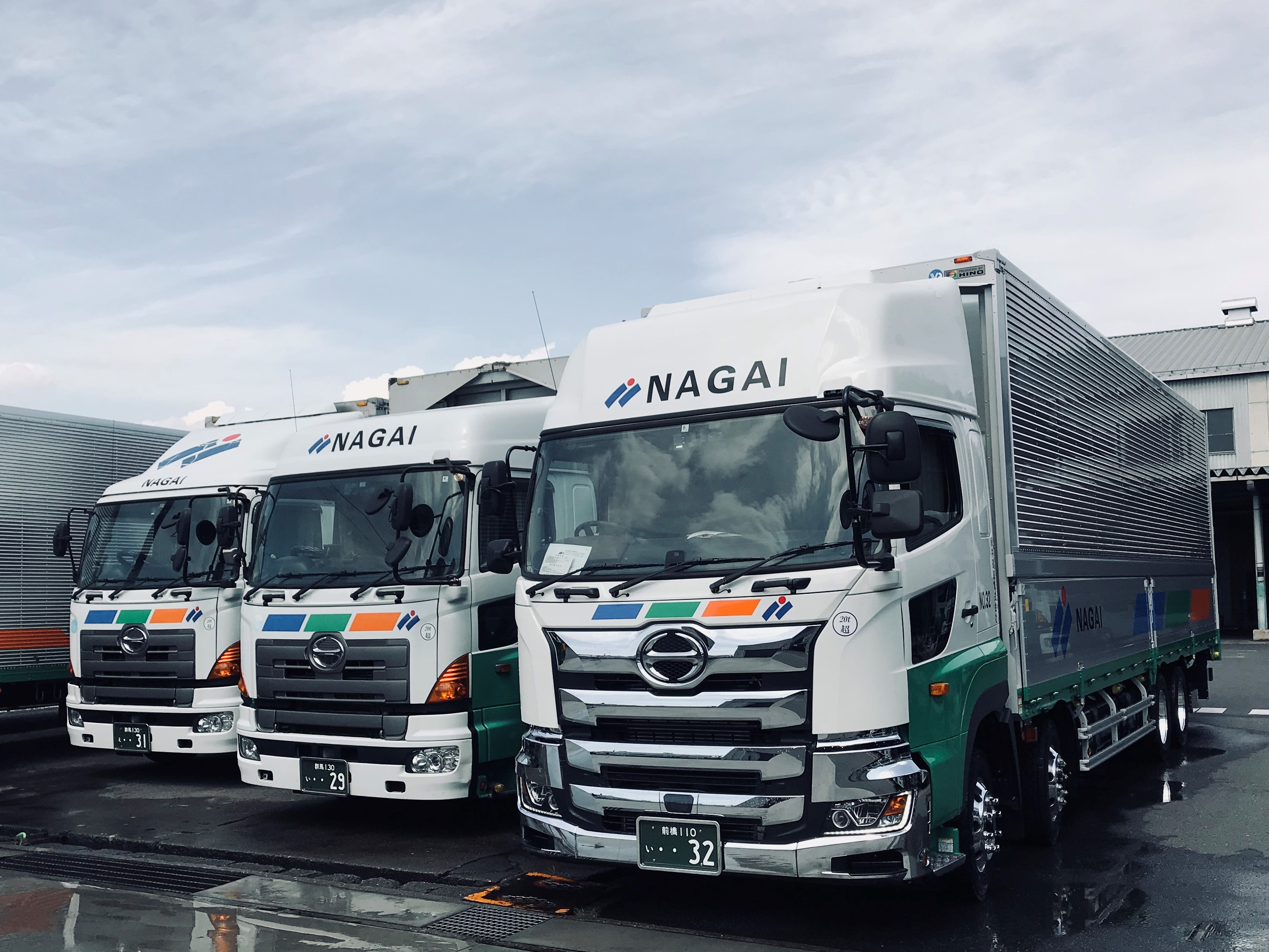
力丸営業所の大型ウィング車
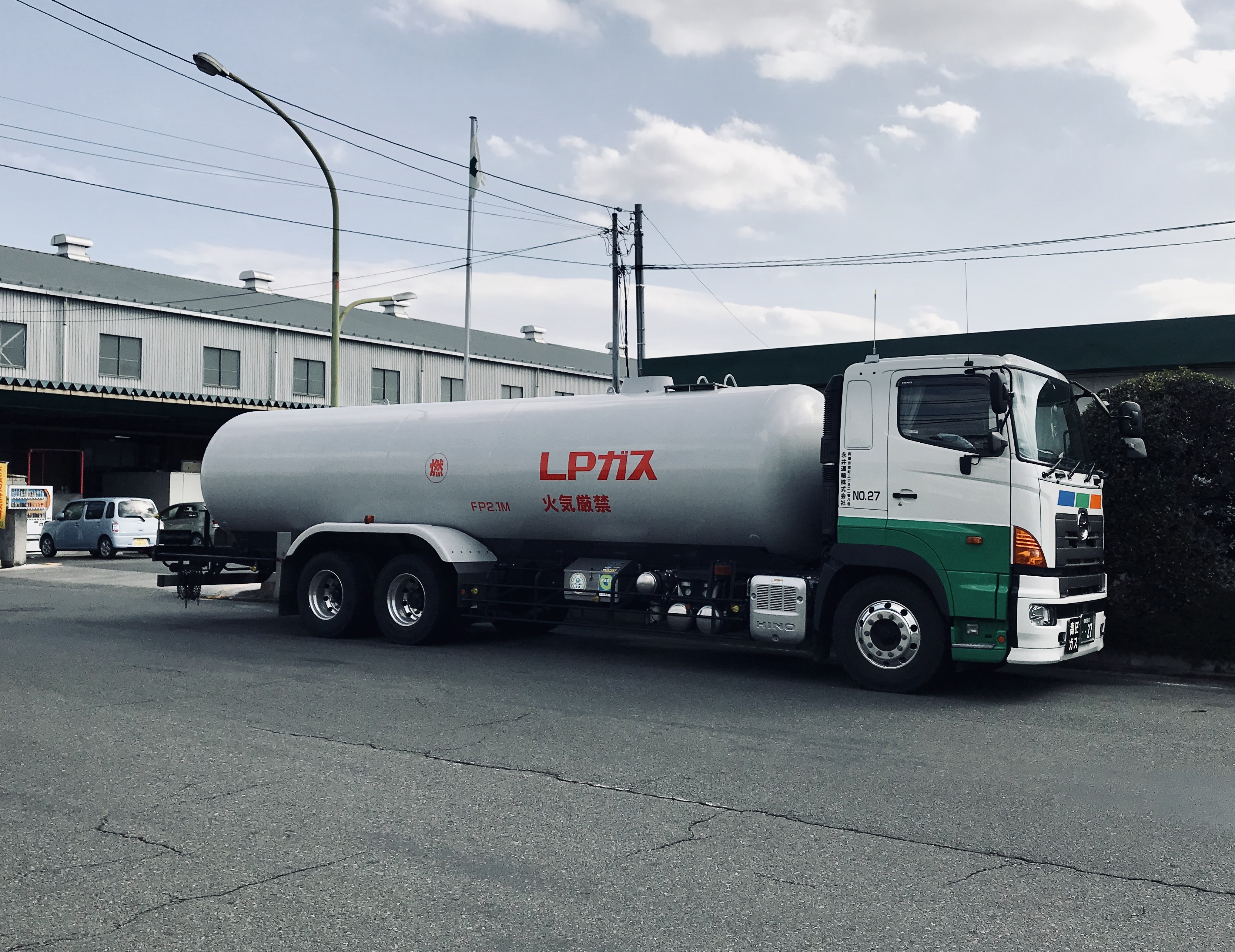
力丸営業所前のLPガスローリー